# Francine Descartes
Vous lisez un « bon article » labellisé en 2020.
Pour les articles homonymes, voir Descartes (homonymie).
Ne doit pas être confondu avec Francine Descarries.
Francine Descartes, née le 19 juillet 1635 à Deventer et morte cinq ans plus tard, le 7 septembre 1640 à Amersfoort, est le seul enfant qu'ait reconnu René Descartes et le fruit de la seule relation sexuelle certaine qu'on lui connaisse. Sa mère est une servante hollandaise prénommée Helena. Si courte qu'ait été la vie de la fillette, sa présence aux côtés de son père semble avoir eu une incidence sur l'activité intellectuelle de ce dernier, qui, peu après sa naissance, se décide à publier ses travaux et s'intéresse aux moyens de prolonger la vie. La relation extra-maritale dont Francine a été le fruit a par ailleurs alimenté les polémiques suscitées par les prises de position philosophiques de Descartes.
Une fable, née à la fin du XVIIe siècle et surtout développée à partir du XXe siècle, veut que Descartes ait conçu un automate à l'aspect féminin. Cet automate est successivement présenté comme un dispositif destiné à prouver les thèses cartésiennes sur l'animal-machine et qui aurait inspiré la fable calomnieuse de la fille naturelle ; puis, dans le contexte supposé d'une propagande anti-matérialiste, comme une sorte de poupée sexuelle dont le philosophe ne se séparait jamais ; et enfin comme un substitut de la fille disparue, créé par un père inconsolable.

## Biographie

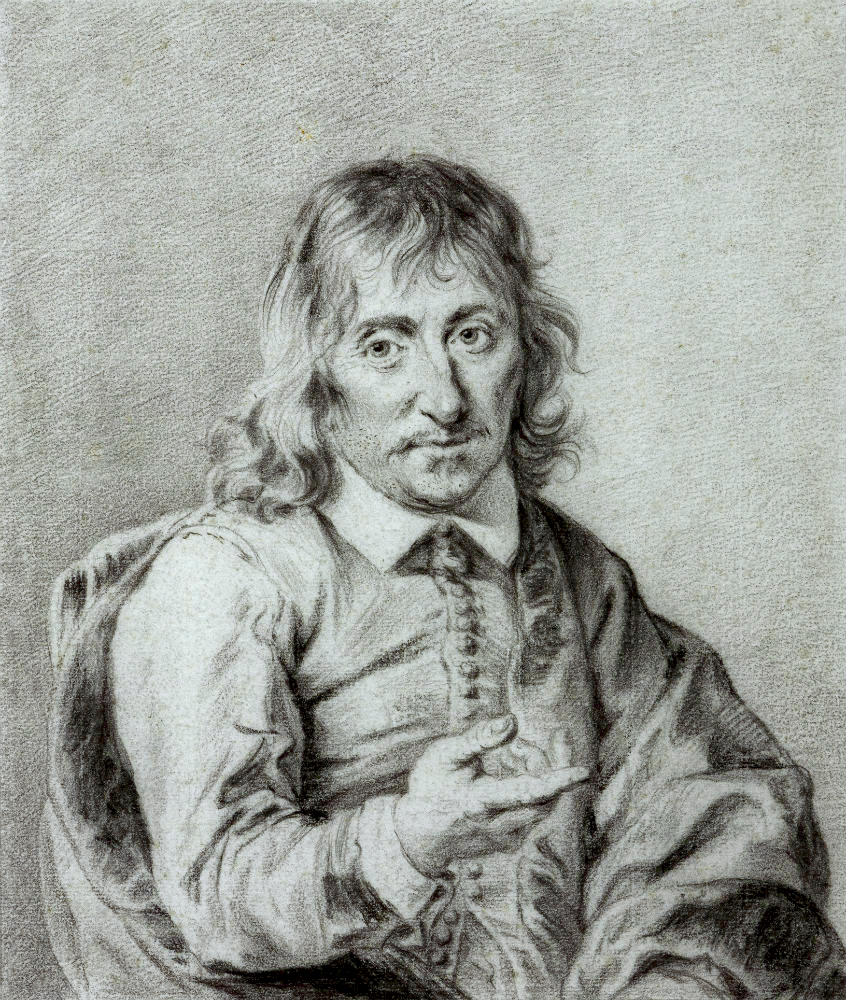
Portrait de Descartes vers 1647 par Jan Lievens.

René Descartes séjourne aux Provinces-Unies (actuels Pays-Bas) de 1628 à 1649, ne quittant le pays que pour quelques brefs séjours en France. Il précise dans le Discours de la méthode (1637) avoir choisi de se « retirer » dans ce pays en raison de la paix et de la sécurité qui y règnent et parce qu'il en estime les habitants « plus soigneux de [leurs] propres affaires que curieux de celles d'autrui »,,. Ces raisons alléguées, qui n'ont rien d'impossible, n'expliquent cependant guère le choix de la plupart de ses domiciles à l'intérieur du pays, dans des villes où des universités nouvelles viennent de se créer, et il est probable qu'il est attiré par la perspective d'y donner à ses idées une diffusion rapide. Geneviève Rodis-Lewis note par ailleurs que les changements de résidence du philosophe sont « directement liés aux œuvres que Descartes commence, modifie, abandonne et à celles qu'il publie ».
En 1632, il s'installe à Deventer où il écrit sa Dioptrique, et partage une résidence avec son ami Henri Reneri, nommé professeur de philosophie dans cette ville en 1629 et qui y demeure jusqu'à sa nomination à Utrecht en 1634.

### Conception

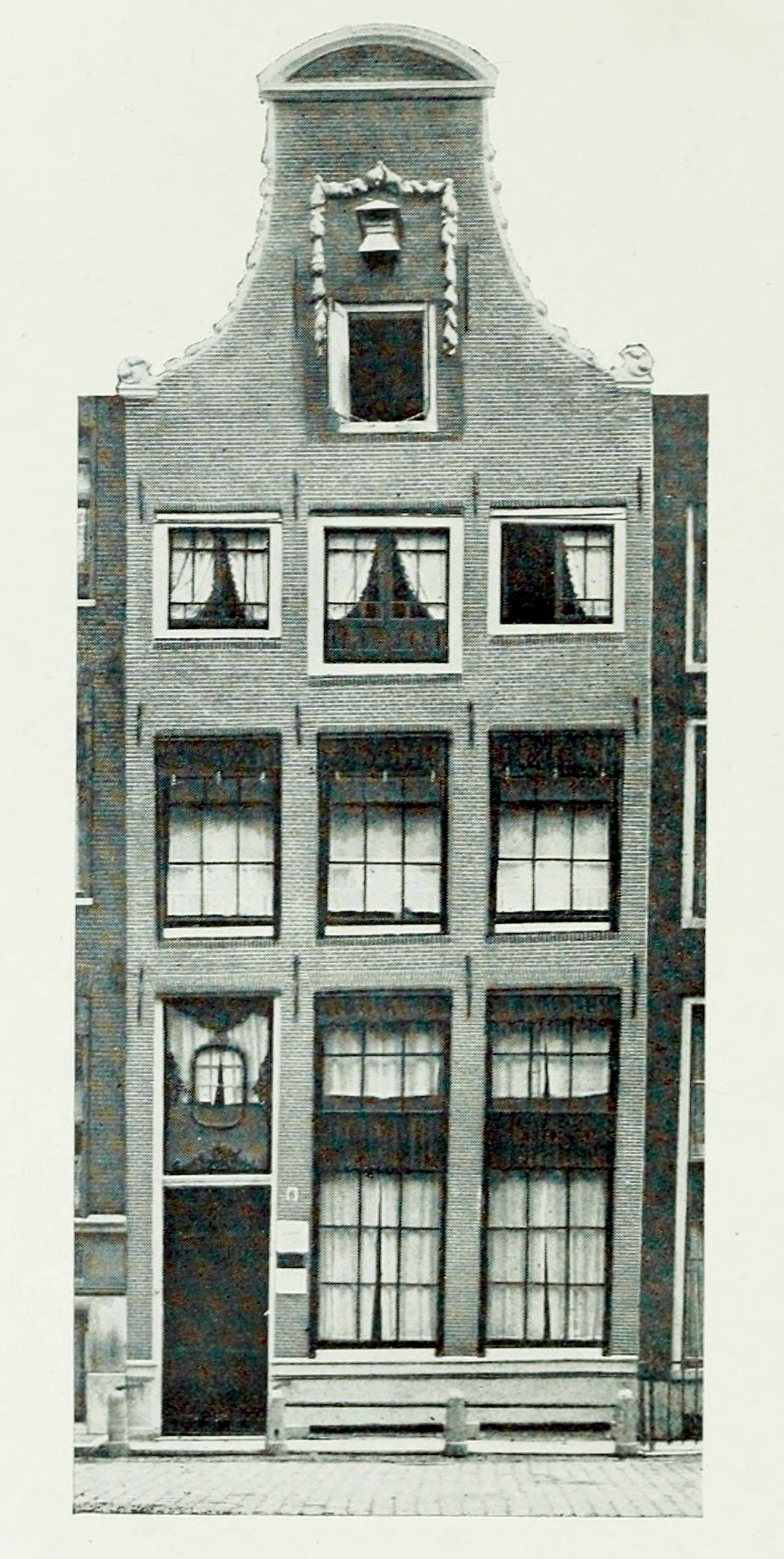
La maison de Thomas Sergeant à Amsterdam, où loge Descartes en 1634.

En mai 1634, Descartes est à Amsterdam, d'où il écrit au père Mersenne qu'il est « logé chez M. Thomas Sergeant, in den Westerkerck straet ». La maison existe encore (voir ci-contre), elle est aujourd'hui située Westermarkt, 6. Thomas Sergeant est un maître « d'école française », devenu imprimeur, puis établi comme libraire à la même adresse en 1631, à l'enseigne de Saint-Jacques,,.
Charles Adam suppose que c'est à Deventer « sans doute » que Descartes connaît Helena Jans (Hélène fille de Jean) van der Strom, la future mère de Francine, et qu'elle y est à son service. Mais la plupart des historiens s'accordent à considérer que la rencontre a plutôt lieu chez Thomas Sergeant, où elle est probablement servante,,.
Francine aurait été « conçue à Amsterdam le dimanche 15 d'octobre de l'an 1634 », selon une confidence de Descartes rapportée par l'abbé Adrien Baillet, son premier biographe. Le fait qu'il ait noté la date témoigne d'une « certaine singularité » et constitue peut-être une indication de l'intermittence de leurs relations, ou de la nature scientifique de celles-ci, comme le suggère le père Baillet, qui juge « difficile à un homme qui était presque toute sa vie dans les opérations les plus curieuses de l'anatomie de pratiquer rigoureusement la vertu du célibat ». Au demeurant, on ne dispose d'aucune information permettant d'affirmer que cette unique relation sexuelle assurée ait été assortie d'un lien sentimental,,.
Si Joseph Millet pensait au XIXe siècle que Descartes va, au printemps de 1635, « s'enfermer avec Helena dans sa solitude de Deventer », on croit plutôt depuis les travaux de Charles Adam et Gustave Cohen au début du XXe siècle qu'il part rejoindre Reneri à Utrecht, où il réside en avril 1635, confie Helena à d'autres personnes qu'il connaissait à Deventer et lui rend peut-être une courte visite durant sa grossesse,. Il reste néanmoins possible que Reneri ait aidé son ami dans cette affaire personnelle, en particulier pour l'organisation du baptême de Francine à Deventer.

### Naissance

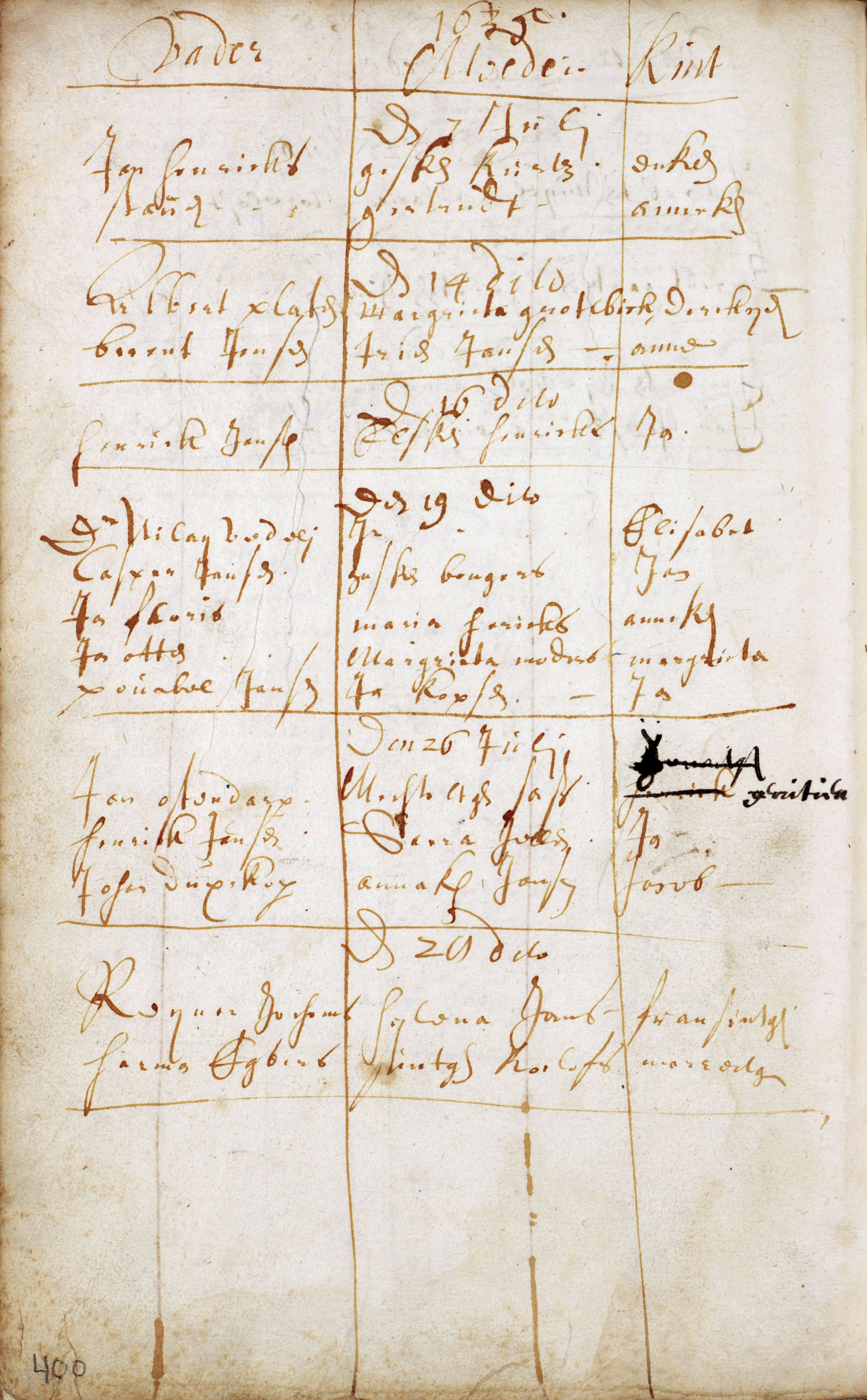
Inscription au registre de baptême de l'église protestante de Deventer de Francine (Fransintge), le 28 juillet 1635.

Francine naît, selon une note manuscrite de son père consultée par Baillet, « à Deventer, le 9 [selon le calendrier julien], c'est-à-dire le 19 de juillet 1635 [selon le calendrier grégorien] ». Elle y est baptisée à l'église réformée de Lébuin, « le 28 juillet, selon le style du pays, qui était le septième jour d'août selon nous ». Le registre de baptême subsistant (voir ci-contre) porte comme nom du père « Rayner Jochems » (René fils de Joachim), comme nom de la mère « Helena Jans » (Hélène fille de Jean) et comme nom de la fille « Fransintge » (Francine). Descartes a alors 39 ans.
Le pasteur Molter, chargé par Charles Adam des recherches dans ce registre, connu depuis les travaux de Joseph Millet en 1867, estime qu'il a dû exister dans cette église un « kalverboek » (livre des veaux) pour consigner les naissances illégitimes, et que la présence de Francine dans un registre des naissances légitimes implique l'existence d'un mariage protestant entre les parents, une hypothèse que forme également Maxime Leroy, alors que, pour Louis Figuier, Descartes n'eut « jamais le temps de se marier » et que, pour Gaby Wood, il « refusa » d'épouser Helena. Gustave Cohen estime au contraire que le premier registre d'enfants illégitimes de cette église date du XVIIIe siècle et qu'il était réservé aux enfants de soldats. Au demeurant, les registres de mariage de cette époque à Deventer ont été conservés et ne portent aucune trace d'un mariage entre Descartes et Helena, il est peu probable que Descartes se soit converti pour faire un mariage protestant. On ne sait par ailleurs pas si Rayner Jochems était présent au baptême, comme le conjecture Millet qui affirme qu'il « signe » le registre, ce qui est inexact, ou s'il faut voir dans la « dissimulation » du nom du père la preuve de l'absence de Descartes, probablement connu dans cette petite ville, Charles Adam suppose que le délai de trois semaines entre la naissance et le baptême s'explique par le fait qu'on a attendu la venue du père.

Adrien Baillet conteste l'existence d'un mariage secret, préférant prononcer « ce vilain mot : « concubinage », comme en se signant »,. Il en tire d'ailleurs argument pour faire valoir que sa biographie de Descartes n'est pas une hagiographie,, mais semble en même temps désireux de faire du philosophe un « second Augustin », comme le suggère le parallèle qu'il établit entre Francine et Adéodat, le fils de ce dernier : 

« S'il avait été question d'en faire un Saint, il ne m'aurait peut-être pas été difficile de prendre parti avec ceux qui ont cru que sa Francine était un fruit plus légitime que n'étaient le frère aîné de Salomon et Adéodat, enfants de deux Saints […]. Mais par la liberté que j'ai prise de regarder son mariage secret comme une chose douteuse et comme une véritable tache de son célibat, on doit juger la disposition où j'aurais été de ne le pas épargner sur les licences qu'il aurait donné à son esprit touchant la Religion, si j'en avais pu remarquer aucune. »

### Enfance
Descartes réside en 1636 à Leyde, où sa présence est attestée dès le mois de mars et où il s'occupe de l'impression du Discours de la méthode, qui sera publié en juin 1637 par l'imprimeur-libraire Jean Maire. On ne sait pas où vivent Helena et Francine durant cette période. Le chercheur Desmond Clarke conjecture qu'elles se déplaçaient de ville en ville, la mère occupant divers emplois de servante. Selon l'historien Gustave Cohen, la mère et la fille résident avec Descartes durant son séjour à Leyde, ce qu'il rapproche du fait que Claude Saumaise dit du philosophe à l'époque qu'il « se cache et ne se montre que très rarement »,.

Durant l'été 1637, Descartes quitte Leyde pour le nord des Pays-Bas. Dans une lettre du mois d'août 1637 (voir ci-contre) à un destinataire inconnu qui pourrait être Cornelis Hoogelande, il mentionne Francine, qu'il appelle sa nièce : 

« Je parlai hier à mon hôtesse pour savoir si elle voulait avoir ici ma nièce et combien elle désirait que je lui donnasse pour cela. Elle, sans délibérer, me dit que je la fisse venir quand je voudrais et que nous nous accorderions aisément du prix, pour ce qu'il lui était indifférent si elle avait un enfant de plus ou de moins à gouverner. »

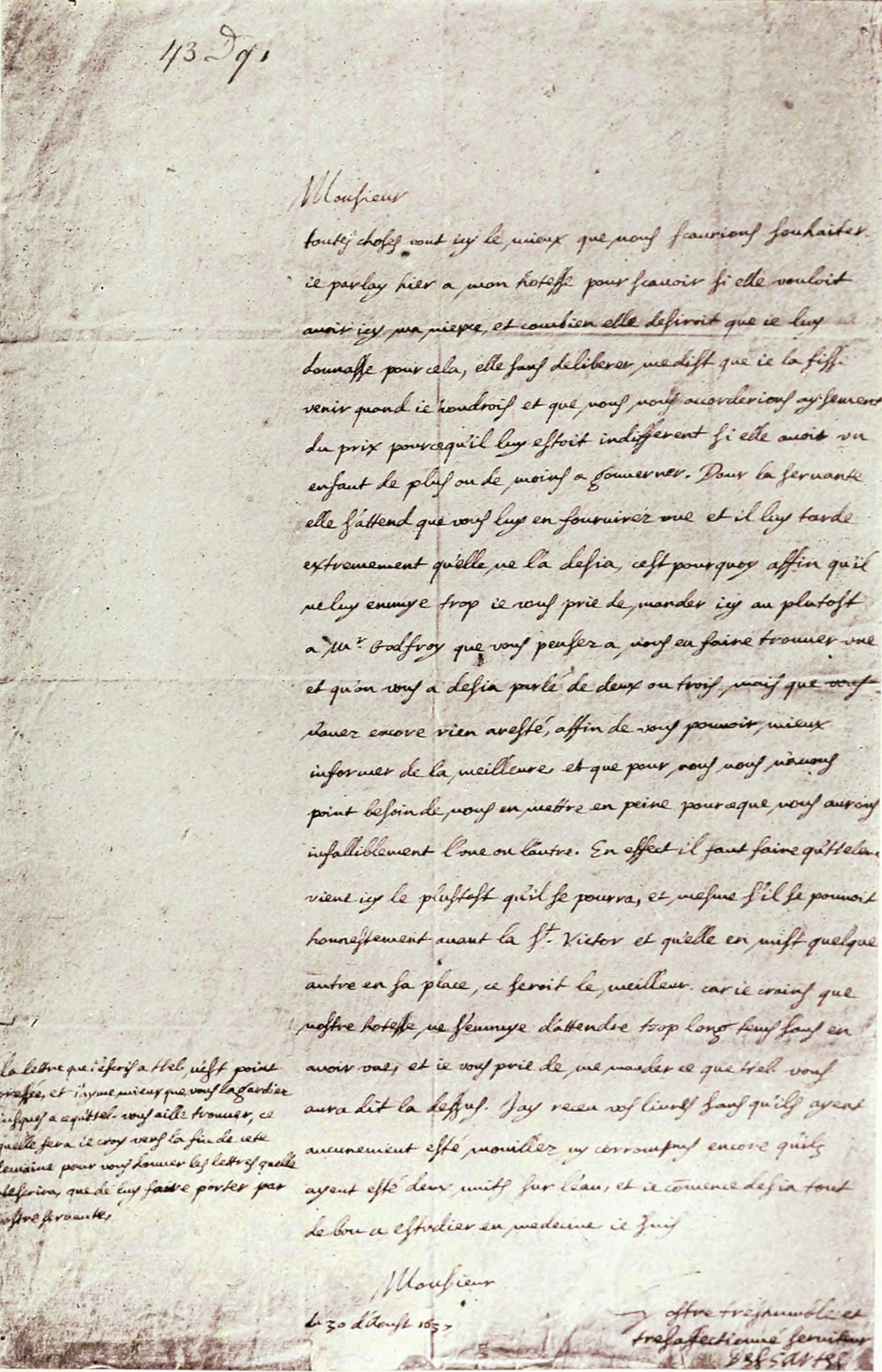
Lettre de Descartes à un inconnu du 30 août 1637, le seul document émané de sa main où il mentionne sa nièce et Helena.

La même lettre fait nommément référence à Helena, dans un contexte dont il ressort qu'elle sera employée comme servante : 

« Pour la servante, elle s'attend que vous lui en fournirez une et il lui tarde extrêmement qu'elle ne l'a déjà […]. En effet, il faut faire qu'Hélène vienne ici le plus tôt qu'il se pourra et même s'il se pouvait honnêtement avant la Saint Victor et qu'elle en mît quelque autre en sa place, ce serait le meilleur, car je crains que notre hôtesse ne s'ennuie d'attendre trop longtemps sans en avoir une et je vous prie de me mander ce qu'Hel. vous aura dit là dessus. »

Descartes ajoute en marge une mention qui indique qu'Helena savait écrire et qu'il entretenait avec elle une correspondance : 

« La lettre que j'écris à Hel., et j'aime mieux que vous la gardiez jusques à ce qu'Hel. vous aille trouver, ce qu'elle fera, je crois, vers la fin de cette semaine, pour vous donner les lettres qu'elle m'écrira, plutôt que de les lui faire porter par votre servante. »

Il conclut la lettre en affirmant à son correspondant qu'il « commence tout de bon à étudier en médecine ». Cet intérêt procède d'un désir particulièrement vif de se conserver, peut-être lié à la présence à ses côtés de sa fille, que Descartes explicite ainsi : 

« Les poils blancs qui se hâtent de me venir m'avertissent que je ne dois plus étudier à autre chose qu'aux moyens de les retarder. C'est maintenant à quoi je m'occupe, et je tâche à suppléer par industrie le défaut des expériences qui me manquent, à quoi j'ai tant de besoin de tout mon temps que j'ai pris résolution de l'y employer tout. »

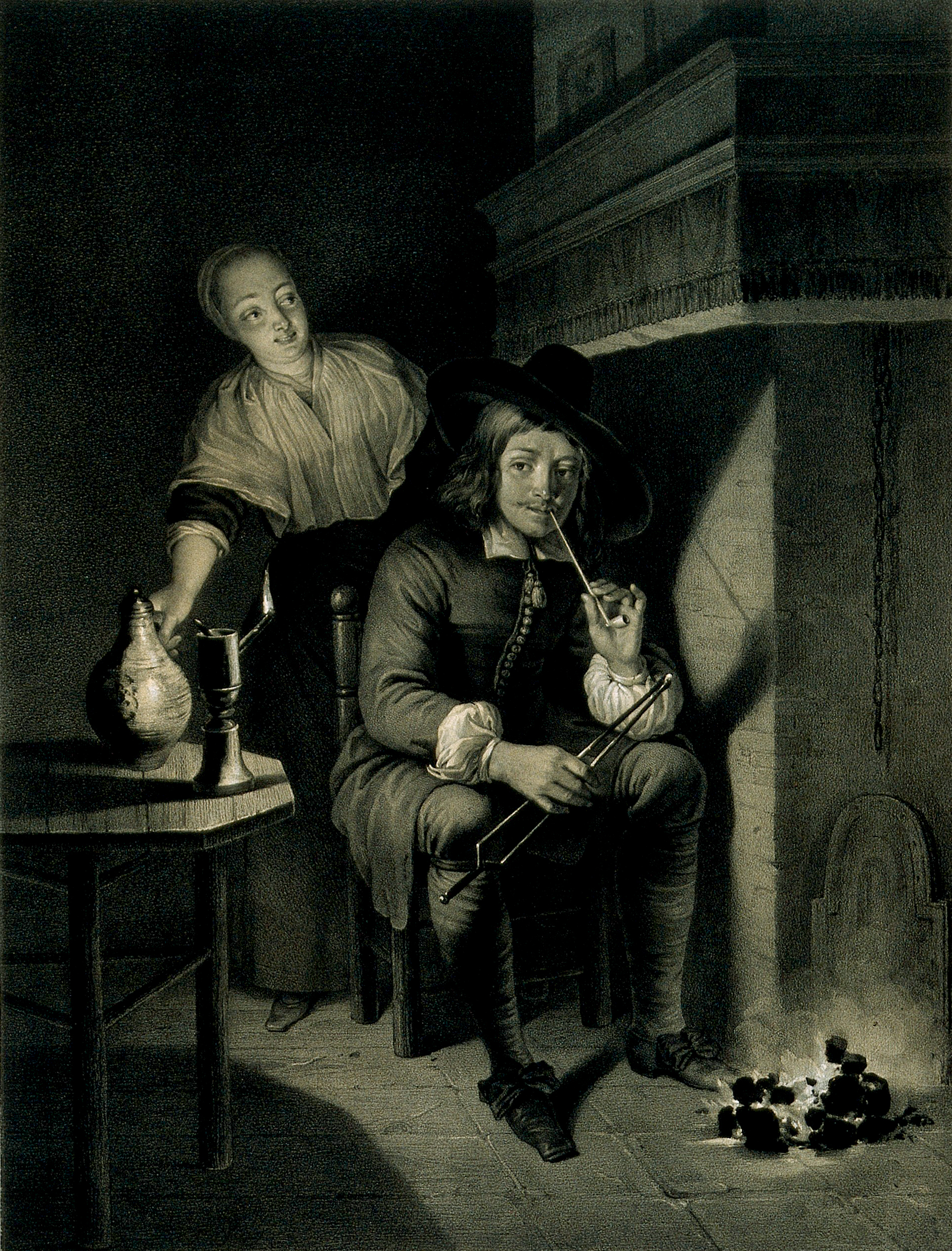
Lithographie de Franz Hanfstaengl d'après Gabriel Metsu.

Cet intérêt nouveau pour la prolongation de la vie, qui le conduit à suivre une diète et à se méfier des médicaments et de la saignée, n'est pas la seule influence sur les préoccupations de son père que l'on prête à Francine. Charles Adam estime que « jamais la correspondance de Descartes ne respire autant d'allégresse que pendant ces deux ou trois années qu'il vécut avec son enfant auprès de lui et aussi la mère de son enfant ». Selon la biographe Elizabeth Haldane au début du XXe siècle, la naissance de Francine pousse Descartes à considérer qu'il ne peut plus « vivre entièrement pour lui-même […] et qu'il doit faire connaître le résultat de ses études »,. Il est vrai qu'après la condamnation de Galilée en 1633, Descartes renonce à publier son Traité du monde et de la lumière et qu'il décide de publier en 1637 le Discours de la méthode, suivi en 1641 des Méditations métaphysiques. Toutefois, il ne semble pas avoir jamais hésité à publier les Météores et la Dioptrique, auxquels le Discours vient servir de préface,.
Richard Watson rapproche par ailleurs la décision d'écrire le Discours en français de la naissance de sa fille : « Sa fille s'appelait Francine. Sa philosophie parlait français. » La raison donnée par Descartes n'a toutefois rien de personnel : « si j’écris en français, qui est la langue de mon pays, plutôt qu’en latin, qui est celle de mes précepteurs, c’est à cause que j’espère que ceux qui ne se servent que de leur raison naturelle toute pure jugeront mieux de mes opinions que ceux qui ne croient qu’aux livres anciens. » Selon le philosophe Bruno Clément, quand bien même le choix de Francine comme prénom témoigne d'une nostalgie, celui du français comme langue d'écriture exprime plutôt le désir de rompre avec la tradition et de créer une relation empathique avec le lecteur.
Francine et sa mère rejoignent Descartes dans sa nouvelle résidence et y demeurent avec lui,. Descartes donne peu de précisions sur le lieu, indiquant seulement qu'il est « assez loin du monde », dans un endroit que ses correspondants situent entre Alkmaar et Harlem. Plusieurs historiens pensent qu'il s'agit de Santpoort ou Egmond ou peut-être les deux successivement,,,.

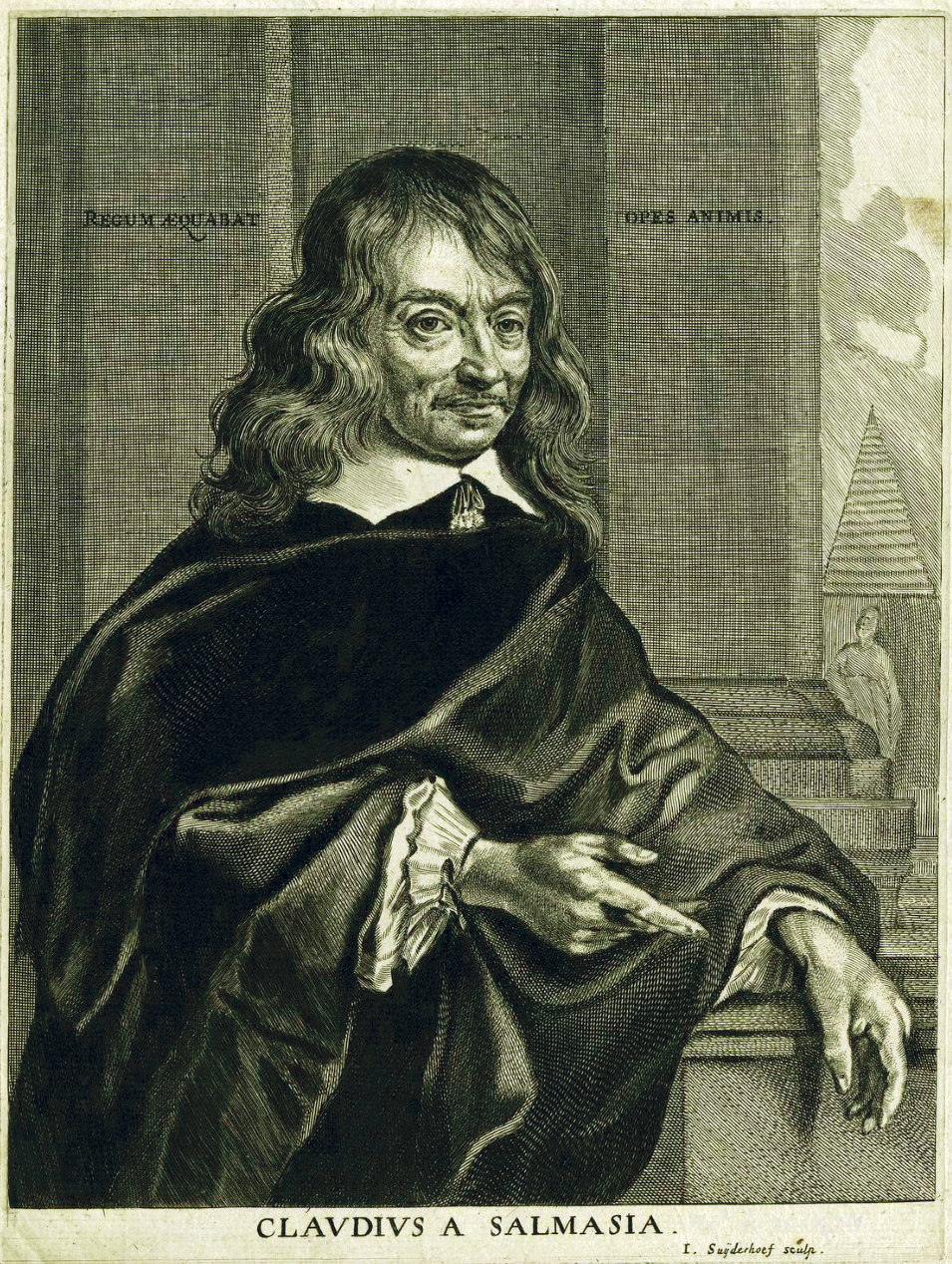
Pour Saumaise, Descartes n'a de honte ni à faire des choses dignes d'être cachées, ni à s'en prendre à ceux qui les divulguent. Descartes de son côté le trouve ingénieux à se forger des adversaires.

Une lettre de Claude Saumaise à André Rivet témoigne de cette période et donne à penser qu'une indiscrétion du valet de Descartes est à l'origine de la divulgation de l'existence secrète de sa fille : 

« Je me suis souvenu que tout le mal talent du Sr Descartes contre moi pouvait venir d'une lettre, que je communiquai au défunt Elichman [mort en 1639], où l'on me mandait que ledit Sr Descartes avait fait un enfant à sa servante, ce qui venait de son valet même, qui se plaignait d'aller trop souvent à la ville [c'est-à-dire Harlem] au sujet de cet enfant et de sa mère. Ledit Elichman ne s'en fit de rien, et dit que ce n'était pas le premier, et que les Français tenaient cela pour de la galanterie. Cependant, je sais qu'il en a voulu mal de mort audit Elichman, et qu'il en a dit de très mauvaises paroles et injurieuses à la mémoire du défunt,. »

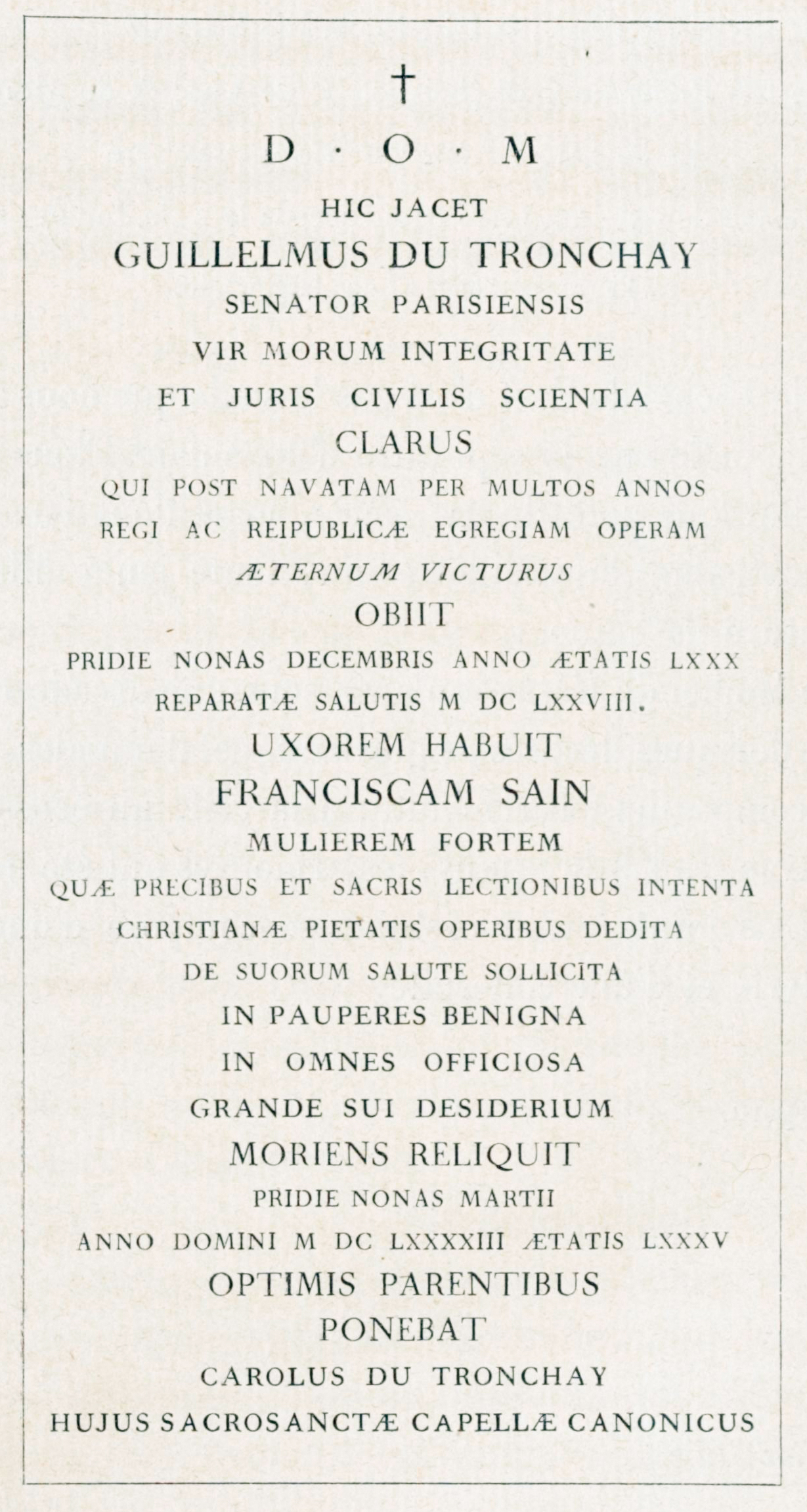
Pierre tombale à la Sainte-Chapelle de Guillaume et Françoise du Tronchay.

Durant l'hiver 1639-1640, Descartes rédige à Santpoort ses Méditations métaphysiques. En mars 1640, il forme le projet de les faire imprimer à Leyde, où il séjourne en avril, avant de se rendre à Amersfoort, proche d'Utrecht, d'où il compte suivre les travaux de Regius et où il laisse Helena et Francine avant de retourner à Leyde,. Il projette alors un voyage en France, pour visiter son père malade et « transplanter » Francine à Paris, pour lui procurer une « éducation convenable », en la confiant à Françoise du Tronchay, petite-nièce de la grand-mère maternelle de Descartes et l'épouse d'un conseiller au parlement, qui est alors sa plus proche parente résidant à Paris,,.

### Mort

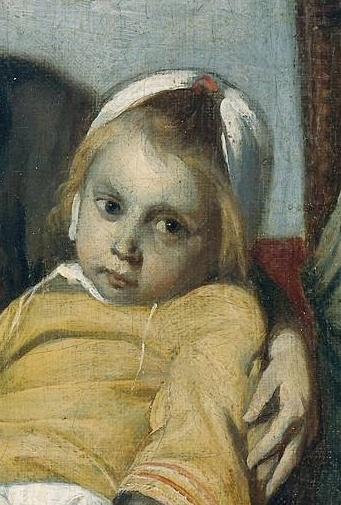
L'Enfant malade, Gabriel Metsu (détail, c. 1660).

Francine meurt avant l'exécution de ce projet, « à Amersfoort, le 7 de septembre de l'an 1640, qui était le troisième jour de sa maladie, ayant le corps tout couvert de pourpre », à l'âge de cinq ans, d'une maladie que la plupart des biographes supposent être une scarlatine,,. Selon Baillet, qui n'indique pas si Descartes a pu arriver au chevet de sa fille avant qu'elle ne meure, il reste à Amersfoort « trois semaines après la mort de cette enfant ». Pourtant, c'est de Leyde que Descartes écrit le 15 septembre 1640 au père Mersenne : « il y a 15 jours […] j'allais inopinément hors de cette ville »,.
Selon Adrien Baillet, « il la pleura avec une tendresse qui lui fit éprouver que la vraie philosophie n'étouffe point le naturel. Il protesta qu'elle lui avait laissé par sa mort le plus grand regret qu'il eût jamais senti de sa vie »,. Le biographe ajoute dans son Abrégé que cette douleur permet de « conjecturer que cette enfant était unique ». Dans une lettre à Alphonse Pollot de janvier 1641, Descartes écrit avoir « senti depuis peu la perte de deux personnes qui [lui] étaient très proches ». Si l'une de ces deux personnes est certainement son père, mort en octobre 1640, les commentateurs ont hésité sur la question de savoir si la seconde était Francine ou la sœur du philosophe, Jeanne. La plupart d'entre eux optent pour Jeanne, ce qui revient à un reproche implicite de froideur envers Francine. La découverte par Erik-Jan Bos en 2018 de la date de la mort de Jeanne, juin 1641, a permis de lever ce doute.

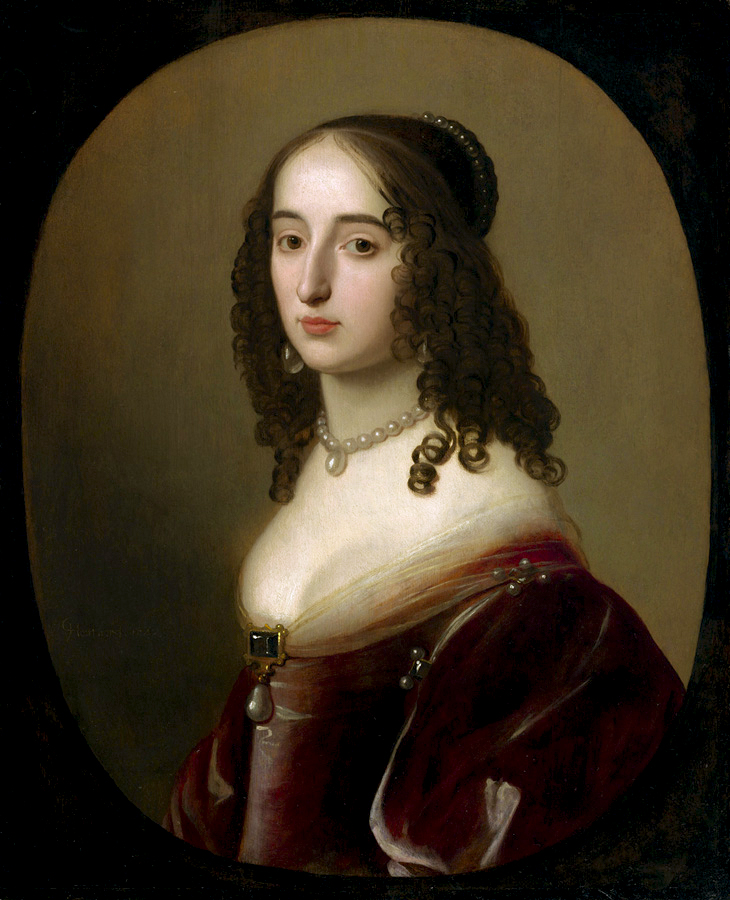
Gustave Cohen et Maurice Barrès opposent la tentation d'une nuit pour Helena, l'humble servante, à l'amour intellectuel de Descartes pour la princesse Élisabeth,.

Maurice Barrès estime que Descartes, après avoir rêvé d'élever Francine « comme une plante, de créer une tulipe », de « former une princesse », tombe dans un « état mystique » à la mort de sa fille et de plus, repris par Léon Petit, qu'il a souffert « de ce que la mère fût si commune qu'il ne pouvait partager avec elle que son chagrin »,.

### Mariage d'Helena

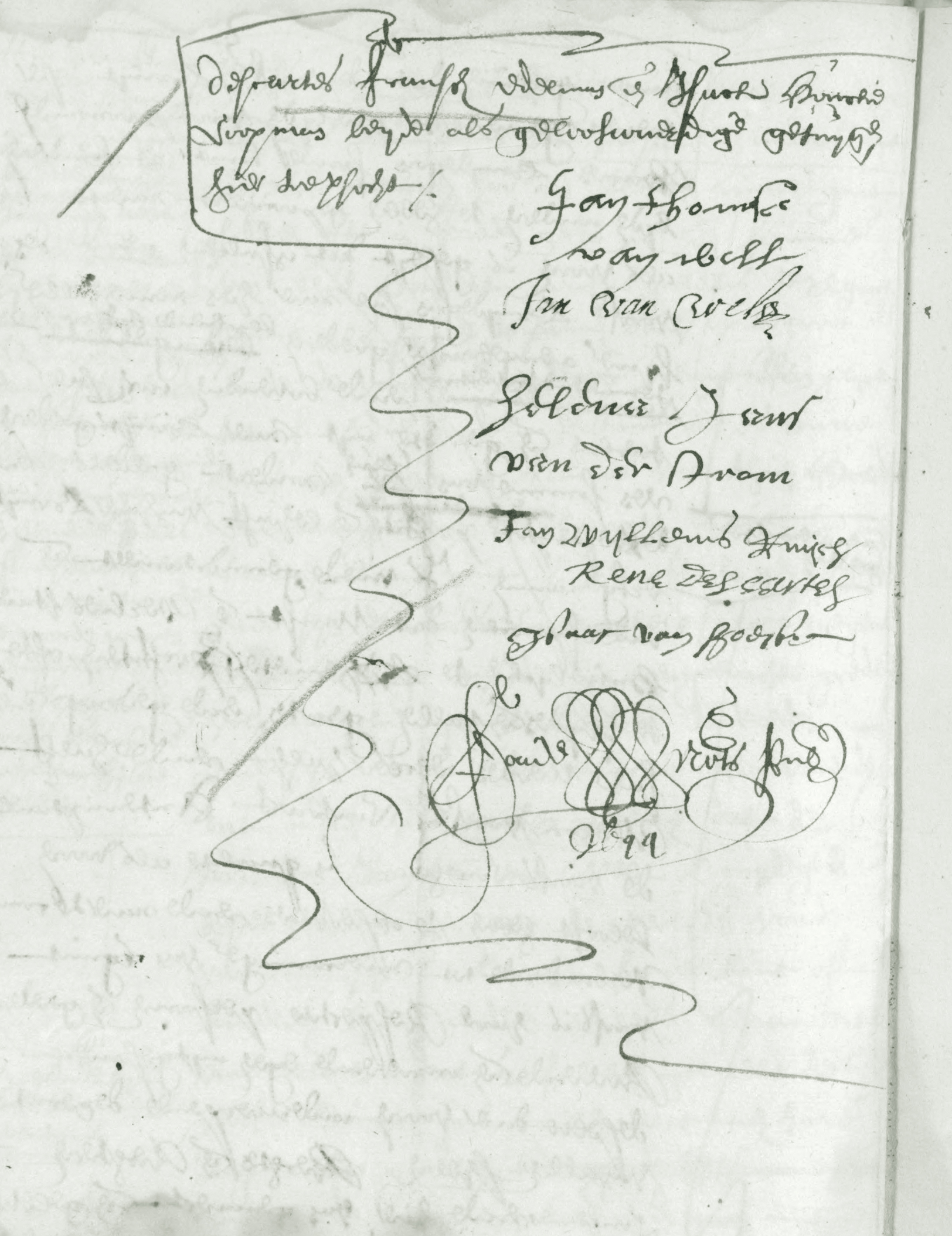
Descartes signe comme témoin le contrat de mariage d'Helena Jans van der Strom en mai 1644.

Plusieurs auteurs ont cru qu'Helena avait disparu de la vie de Descartes après la mort de Francine, certains la croyant morte la même année que sa fille,. « Pas un souvenir, pas une trace, pas un regret » note Gustave Cohen en 1920. Tel n'est pas le cas. Descartes reste à Leyde jusqu'au mois d'avril 1641, séjourne ensuite au château d'Endegeest, puis retourne en mai 1643 à Egmond où il reste jusqu'en mai 1644. D’après une ancienne chronique de la région, il y loue une ferme (hofstede), où il habite avec un valet et une servante, qui pourraient être Chamboir et Helena.
En mai 1644, il quitte Egmond pour Leyde, puis y signe quelques jours plus tard, en tant que témoin, un acte de mariage entre Helena et Jansz van Wel, le fils d'un aubergiste d'Egmond, dont il semble résulter que Descartes a payé une somme de 1 000 florins à titre de dot pour Helena. Un second acte dressé par le même notaire au mois d'août 1644 révèle qu'Helena avait en outre reçu 600 florins du philosophe et que ses biens se trouvaient toujours à cette date dans la maison qu'il avait occupée à Egmond.
Helena et Jansz van Wel ont un fils, Justinus, qui deviendra chef de la police d'Egmond. Après la mort de son premier mari, Helena fait un second mariage, dont elle a trois fils (Jan, Wouter et Willem), et meurt en 1683.

### Polémique d'Utrecht

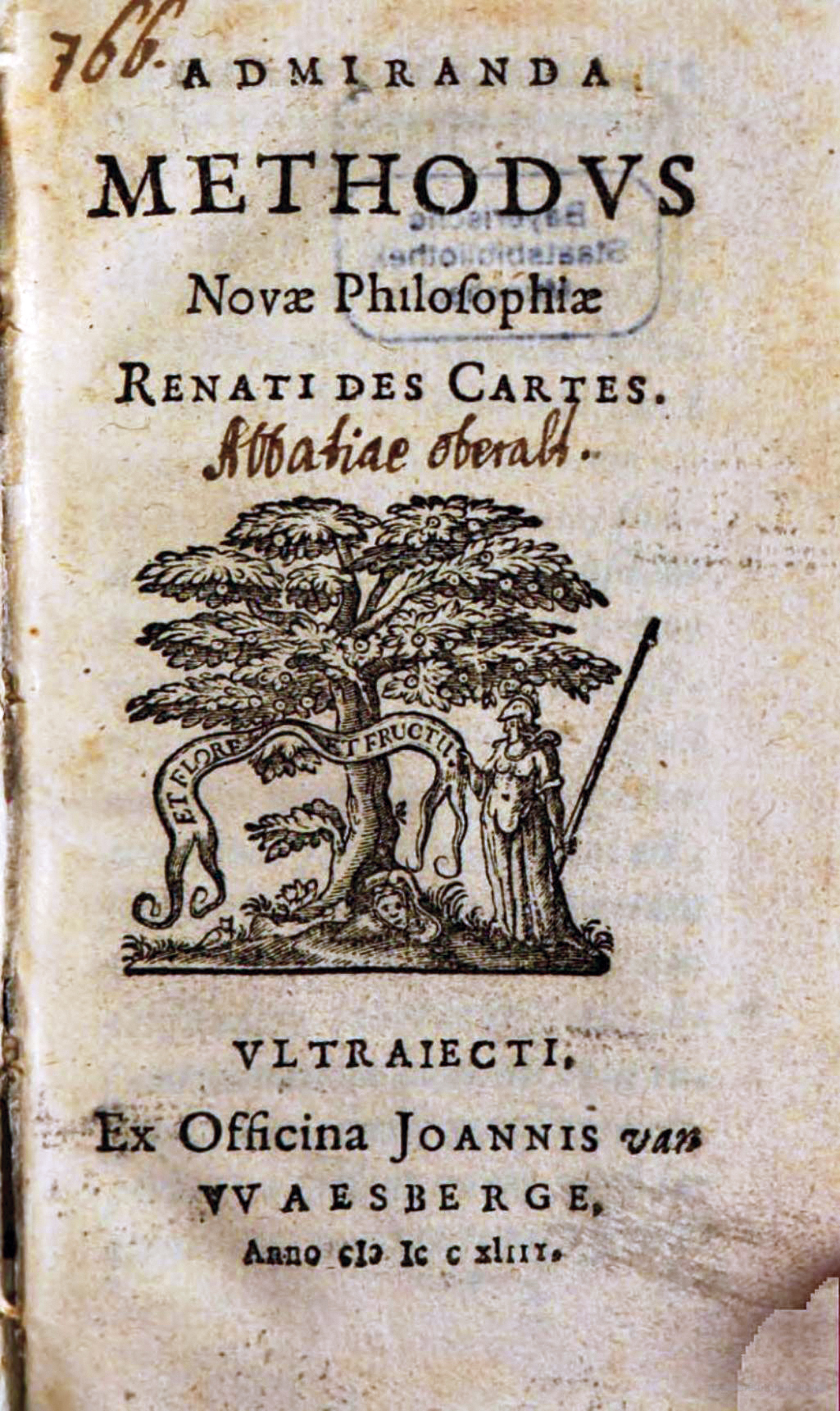
Page de titre du pamphlet de Schoock.

En 1643, durant la querelle d'Utrecht, un protégé de Gysbert Voet, Martin Schoock fait paraître un pamphlet intitulé L'Admirable Méthode (Admiranda Methodus Novae Philosophiae Renati Des Cartes) où il glisse plusieurs allusions à des rumeurs de progéniture naturelle. Relevant les nombreux déplacements du philosophe, Schoock avance qu'on « pourrait dire de lui avec raison qu'il est issu de la Société des Frères de la Rose-Croix » et qu'il « trouve ses délices chez les maquerelles qu'il n'hésite pas, paraît-il, à embrasser fougueusement ». Selon lui, « l'utilité » de la naissance noble de Descartes n'apparaîtra que « lorsqu'il aura un fils légitime : ceux dont jusqu'ici on le dit le père seront les témoins malheureux de la noblesse de leur géniteur », estimant que c'est par crainte « que sa volupté indomptable trahisse un jour son hypocrisie » que l'auteur des Méditations a renoncé à la coule des jésuites. Theo Verbeek relève qu'il s'agit de la première supposition publique d'une appartenance de Descartes à la Rose-Croix, théorie à laquelle Frances Yates n'attache aucun crédit et dont Bernard Joly souligne qu'elle jette les bases d'une « reconstruction fantasmatique de la vie de Descartes, philosophe masqué, athée et libertin, alchimiste et rosicrucien ».

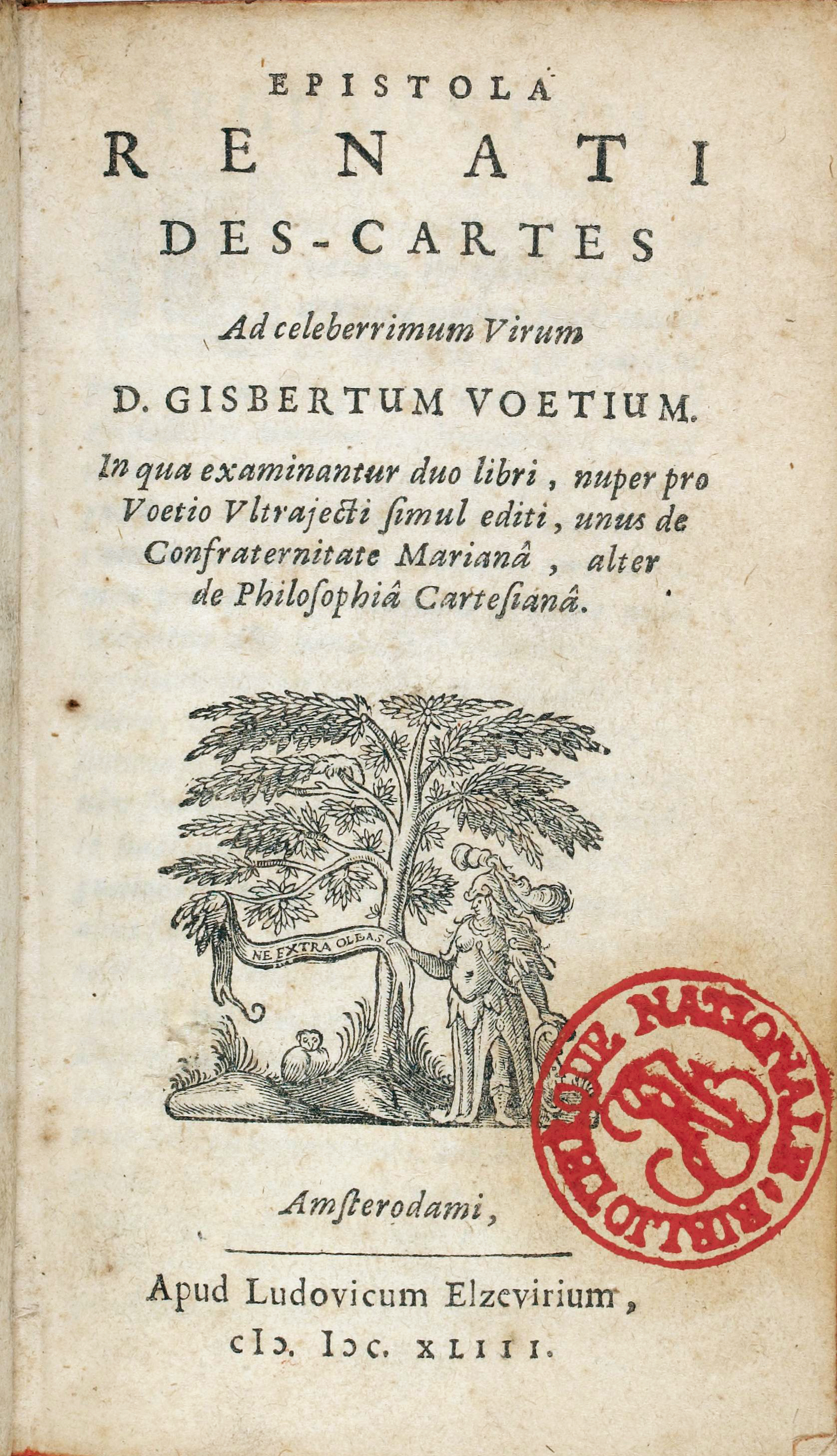
Page de titre de la réponse de Descartes.

Quelques semaines après, dans une lettre ouverte en réponse, adressée à Voet qu'il croit être l'auteur véritable de l'attaque publiée sans nom d'auteur,, Descartes rétorque : 

« Ces paroles n'ont aucun sens, puisque la noblesse du père ne peut aggraver en rien la condition des fils naturels. Quant à moi, si j'en avais, je ne le nierais pas : il y a peu de temps encore que j'étais jeune ; je suis homme, je n'ai point fait vœu de chasteté, et je n'ai jamais prétendu passer pour plus sage que les autres. Mais comme je n'en ai pas, votre phrase signifie tout simplement que je suis célibataire. »

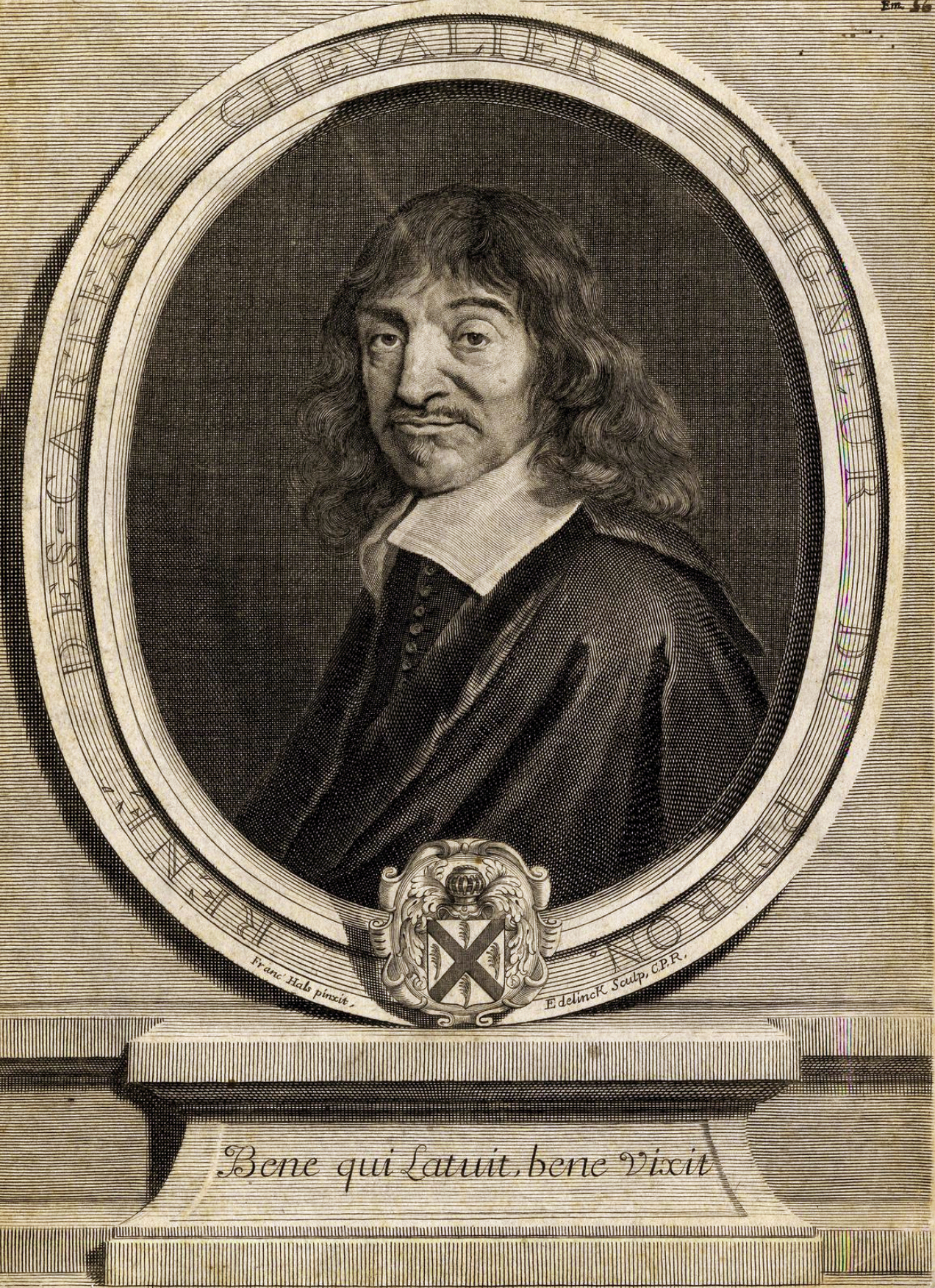
La devise tirée d'Ovide,, Bene qui latuit, bene vixit (A bien vécu celui qui s'est bien caché), forme la légende du portrait au frontispice de la Vie de Monsieur Descartes par Baillet, gravé par Gérard Edelinck d'après le portrait de Frans Hals.

Fernand Hallyn relève que le texte de Descartes, écrit en latin, joue sur l’ambiguïté du terme filii, qui peut désigner les fils ou les enfants. Si Schoock vise les enfants illégitimes, Descartes ne ment pas si l'on prend le terme au sens de fils, puisqu'il n'a eu qu'une fille, et ne ment pas non plus en affirmant qu'il n'a pas d'enfant au moment où il écrit, puisque Francine est morte. Selon ce critique, la réponse de Descartes témoigne de sa pratique d'une « rhétorique de la dissimulation », une pratique de prudence partagée avec les milieux dits « libertins » et marquée par le recours aux doubles sens et aux atténuations, que Descartes recommande par ailleurs à Regius d'appliquer,.

Les contemporains sont d'ailleurs loin d'être convaincus par les explications de Descartes. Pierre-Daniel Huet se moque, prêtant à Descartes le propos suivant : 

« Vous ne sauriez vous imaginer combien ma pauvre fille Francine m'a causé d'ennuis, non seulement quand je la perdis, quoique je l'ai pleurée à me crever les yeux, mais encore quand elle naquit […]. Toute cette racaille de Voetius, de Schookius, de Revius, de Triglandius s'en formalisèrent et me firent avaler mille couleuvres. Jugez de quoi ces gens se mêlent. M'informai-je de ce qu'ils font dans leurs ménages ? On n’est point exposé en France à de semblables dégoûts,. »

Jean Le Clerc est plus synthétique : 

« Les Ennemis de Descartes ont fait grand bruit de son prétendu libertinage, qui lui faisait entretenir secrètement une femme de laquelle ils ont dit qu'il avait eu plusieurs enfants. Ses défenseurs ont écrit que c'était un mariage secret, auquel il ne manquait que quelques cérémonies extérieures, qui ne sont pas de son essence. »

### Confession parisienne

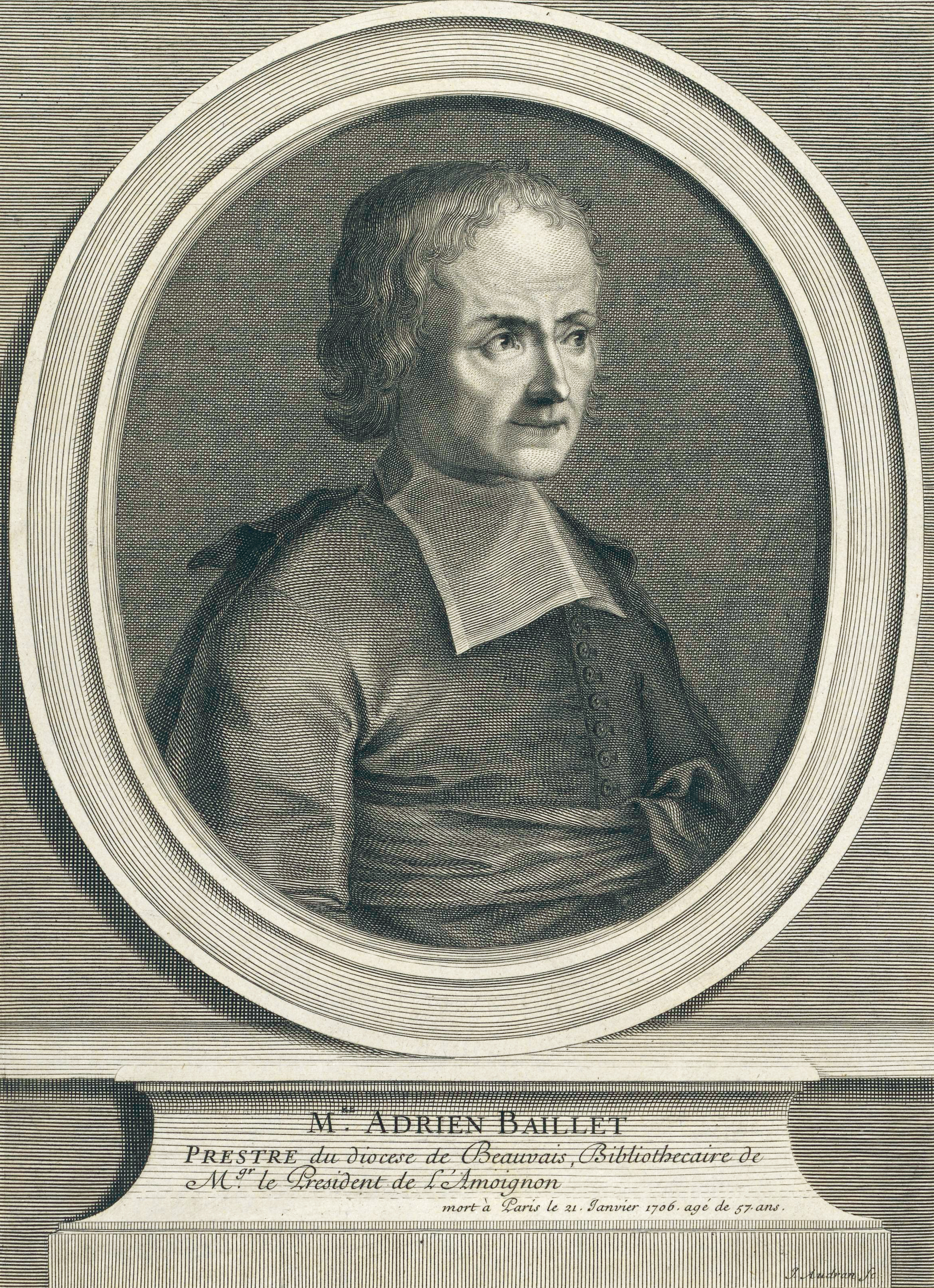
Le père Baillet s'applique à dépeindre Descartes comme un pieux catholique et un héros à la conduite irréprochable,.

Après son bref séjour à Leyde de mai 1644 durant lequel il signe comme témoin le contrat de mariage d'Helena, Descartes se rend en France, où il n'a pas été depuis quinze ans. Après un bref passage à Paris, il part en Bretagne régler la succession de son père, puis s'arrête quelques jours à Paris en octobre 1644 (soit dix ans près la conception de Francine). À cette occasion, il rencontre Claude Clerselier, par le truchement du beau-frère de ce dernier, Pierre Chanut,,.

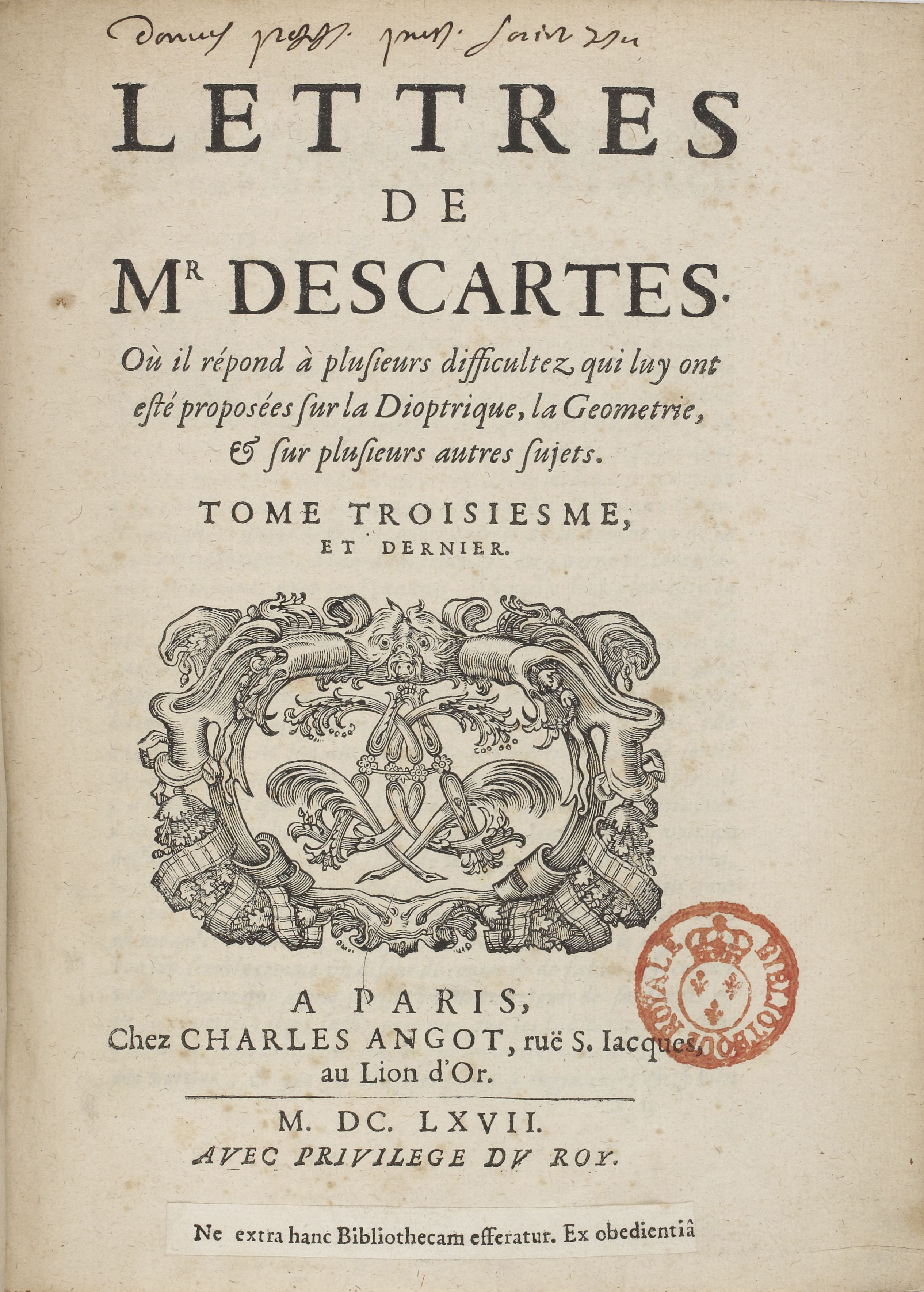
Dans la préface du troisième tome de son édition de la correspondance cartésienne, Clerselier reconnaît avoir produit une fausse lettre pour défendre Descartes galamment et avec plus d'autorité.

À cette occasion, il fait à Clerselier la confession de sa paternité de Francine, qu'il aurait commentée comme suit, selon ce qu'en dit Baillet qui précise s'appuyer sur un manuscrit de Clerselier : 

« Il y avait près de dix ans que Dieu l'avait retiré de ce dangereux engagement [et] par une continuation de la même grâce il l'avait préservé jusque là de la récidive ; et [il] espérait de sa miséricorde qu'elle ne l'abandonnerait point jusqu'à la mort. »

La différence entre le ton de cette confession et celui de la lettre à Voet a été remarquée par les historiens. Jack Rochford Vrooman relève qu'elle est au mieux de troisième main. Selon Gustave Cohen et Geneviève Rodis-Lewis, la confidence aurait été faite à Chanut, plus proche de Descartes que Clerselier, et seulement rapportée par Clerselier, son beau-frère, Geneviève Rodis-Lewis observant que « le ton édifiant de Clerselier, encore accentué par l'abbé Baillet, est tout à fait étranger à Descartes » et Cohen, que Baillet a pu « changer les termes, forcer même le sens de la confidence ». Germaine Lot suggère au contraire qu'il peut s'agir d'une résipiscence induite par un « dévôt directeur » de conscience qui aurait pu l'amener à voir dans la mort de Francine une forme de châtiment. De son côté, Richard Watson estime que si Descartes a vraiment tenu ce propos à Clerselier, ce dont il doute, il faut y voir la preuve que le philosophe avait « vraiment le sens de l'humour, surtout quand il s'adressait à Clerselier, l'homme le plus pieux de Paris ».
Au demeurant Baillet, même s'il relève que Descartes, dans sa réponse à Schoock, se « contenta d[e] rire », estime que « la faute qu'il a faite une fois en sa vie et contre l'honneur de son célibat » fut « un sujet continuel d'humiliation pour lui » et qu'elle offre « moins une preuve de son inclination pour le sexe que de sa faiblesse ». Tout en rejetant l'hypothèse d'un « prétendu mariage », qui aurait entraîné une conversion, il entre « pour un moment dans le parti des Envieux, pour médire après eux » : « toute la bonne volonté des Canonistes les plus subtils » ne permet pas de distinguer la relation des parents de Francine d'un « concubinage ».
Baillet rapporte encore que Descartes avait écrit « l'histoire de sa Francine sur la première page d'un livre qui devait être lu de plusieurs ». Cette histoire n'a pas été retrouvée,, non plus qu'aucune des lettres échangées entre Descartes et Helena, celles de cette dernière faisant probablement partie, selon Richard Watson, du contenu d'un coffre laissé par Descartes à la garde de Cornelis van Hoogelande lors de son voyage en Suède et brûlé selon ses instructions après son décès en présence de ses amis amsterdamois.

### Évocations littéraires

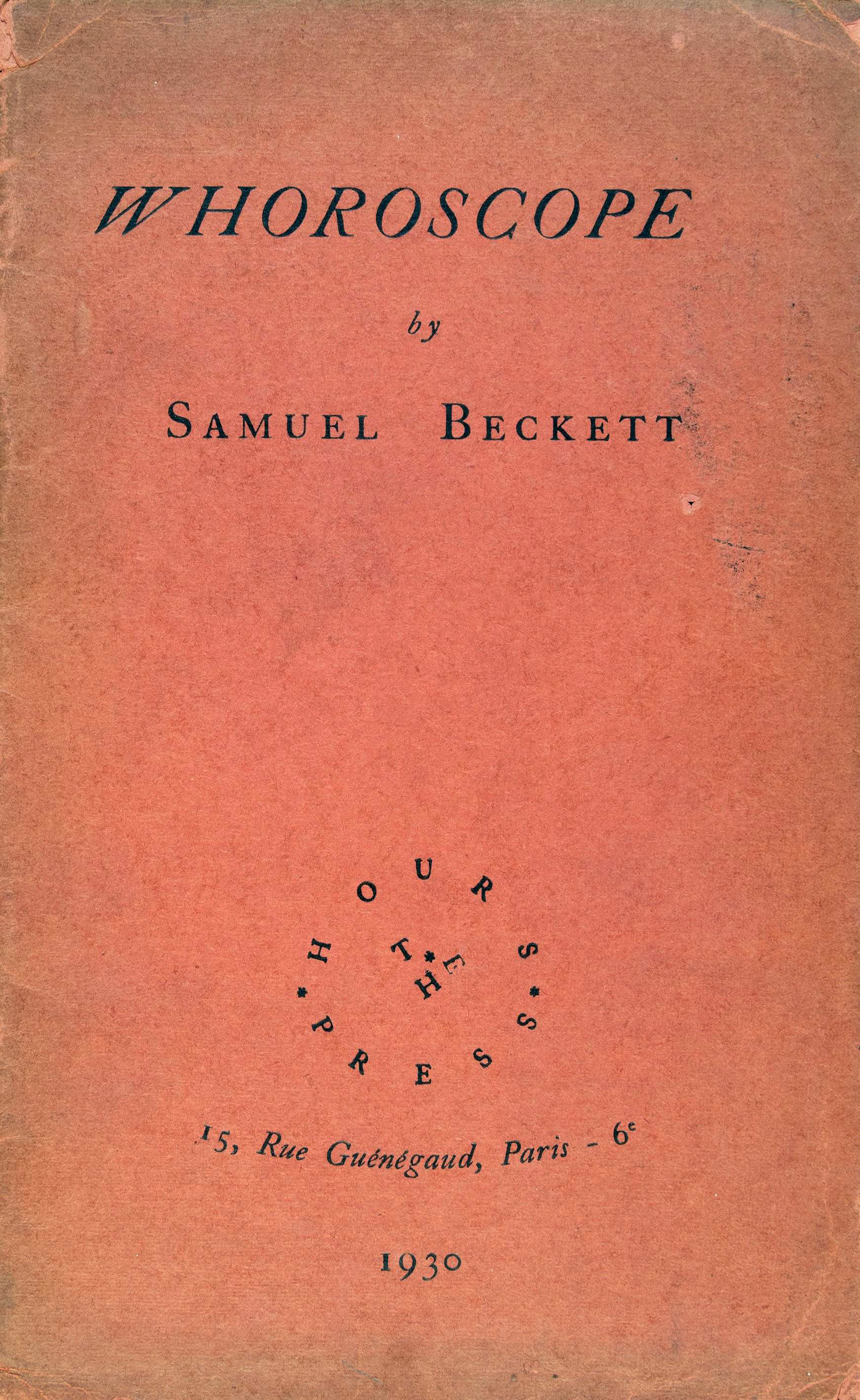
Couverture de Whoroscope de Samuel Beckett (1930).

Francine est évoquée dans « Peste soit de l’horoscope » (Whoroscope), la première publication séparée de Samuel Beckett en 1930, un poème d'une centaine de vers consacré à Descartes. L'auteur y présente « la machine animale qui conduit les passions du philosophe » en établissant un parallèle entre sa prédilection pour les omelettes d’œufs couvés depuis huit ou dix jours,, ses recherches sur le fœtus pour le Traité de l'homme et son amour pour son « fruit »,. Selon Eri Miawaki, ce parallèle fait apparaître « le philosophe adorant sa propre fille à tel point qu’il la dissèque dans son imagination et chérissant l’œuf qui va lui procurer un délicieux « oisillon » mort‑né » : 
Et ma Francine, précieuse éclosion d’un fœtus ancillaire !

Quelle desquamation !

Son délicat épiderme, écorché, gris, et ses amygdales écarlates !

Mon unique enfant

atteinte par une fièvre qui s’attaque au sang trouble et stagnant — 

Le sang !
« L'histoire perdue » de Francine fait en outre l'objet de plusieurs tentatives de reconstitution romancées. En 2013, Jean-Luc Quoy-Bodin publie Un amour de Descartes, un « récit » de la relation entre Descartes et sa fille,. En 2016, Guinevere Glasfurd publie à son tour un roman centré sur la relation entre Descartes et Helena, intitulé Les Mots entre mes mains,.

## Fable de l'automate

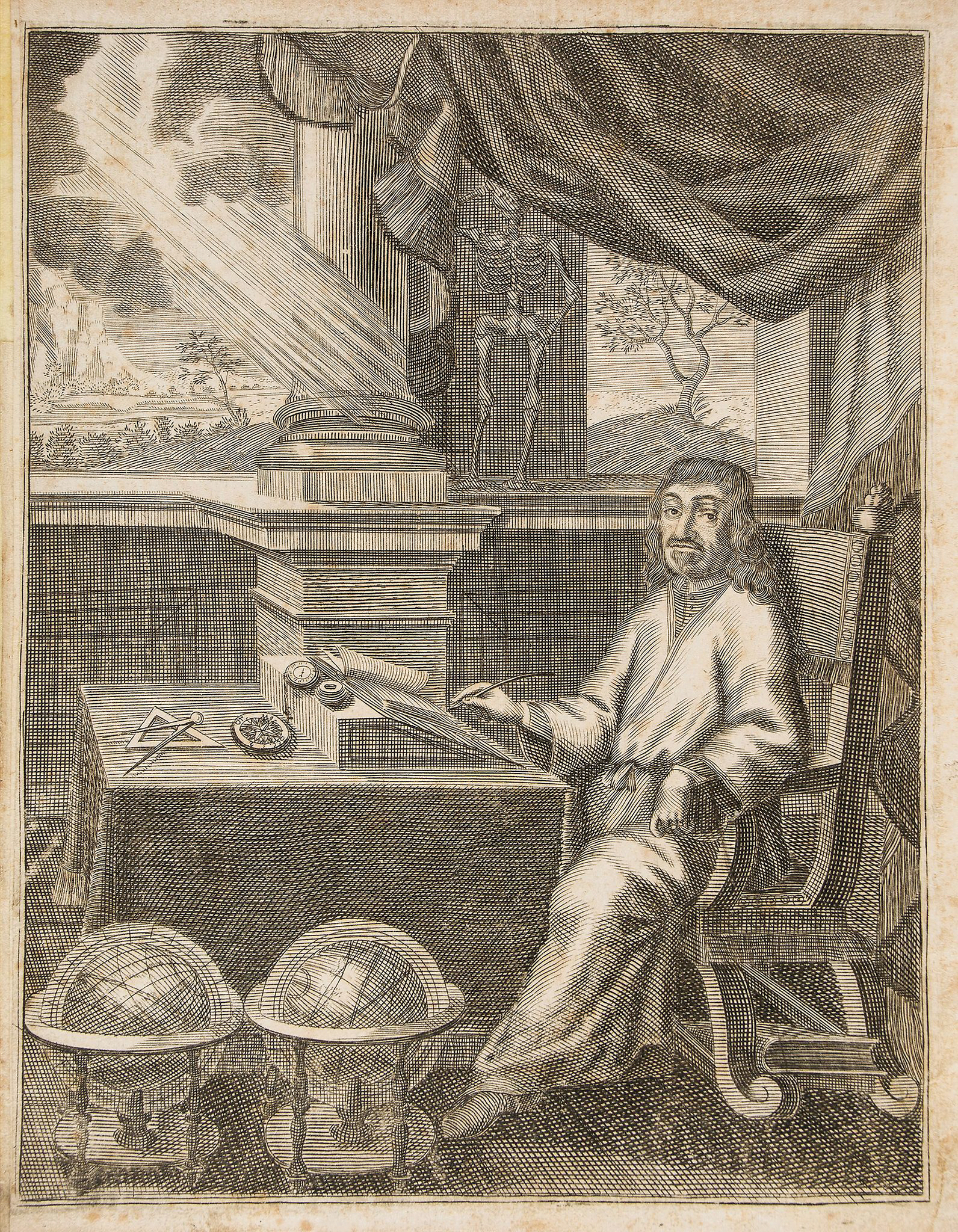
La fable de La fille Francine est un développement de l'association de Descartes à Faust,,, déjà suggérée dans cette gravure de 1692 ressemblant au Docteur Fautrieus de Rembrandt,.

L'histoire de Francine a donné lieu à un développement « probablement apocryphe », selon lequel Descartes aurait fabriqué un automate androïde, soit pour démontrer ses théories sur l'animal-machine, soit comme compagne, soit pour se consoler de la perte de sa fille,,,.

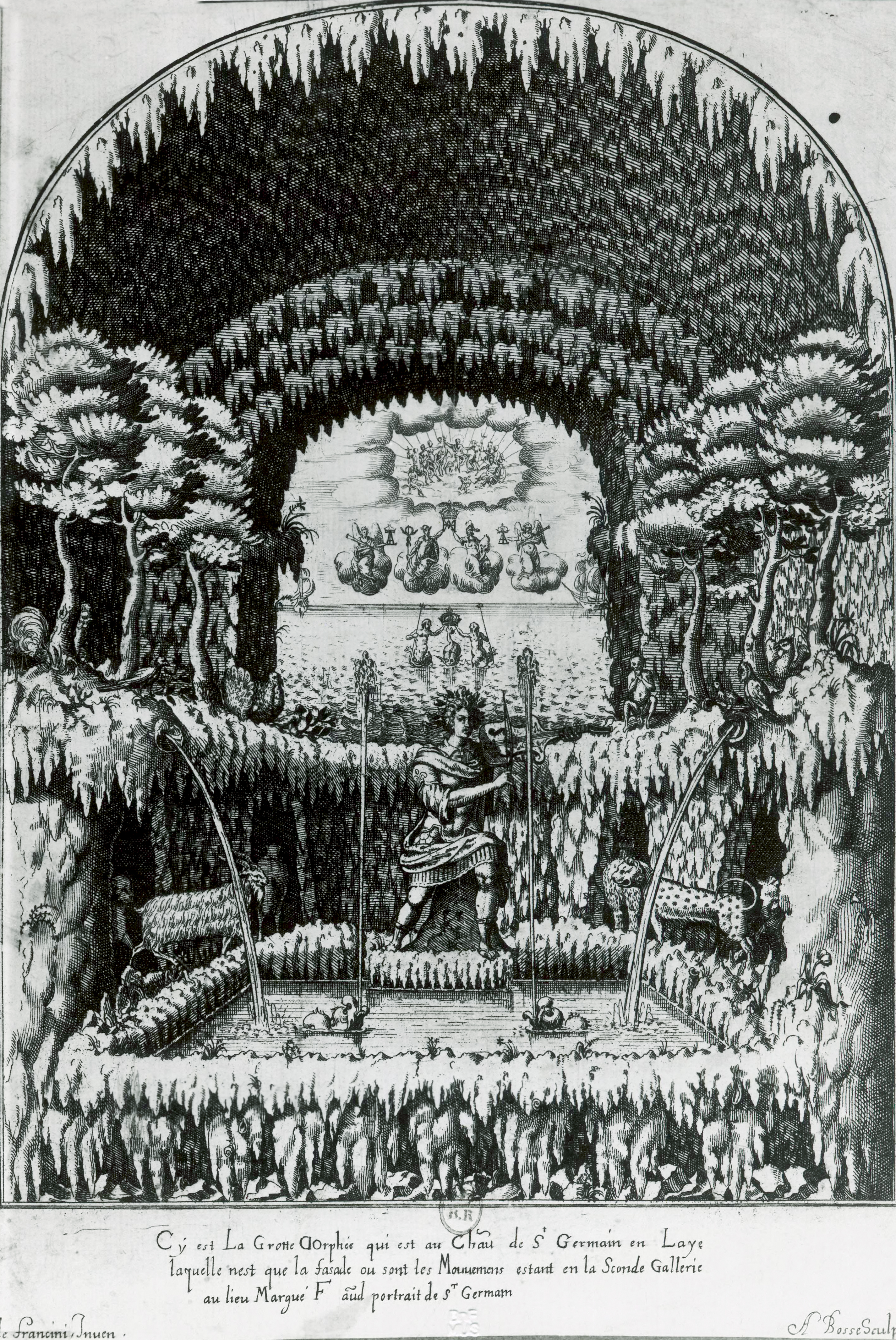
Grotte d'Orphée conçue par les frères Francine, château de Saint-Germain-en-Laye, gravure d'Abraham Bosse.

Le prénom même de Francine renverrait peut-être, selon Julian Jaynes, aux frères Francine, créateurs des machines hydrauliques des jardins du château de Saint-Germain-en-Laye, que Descartes connaissait, et auxquelles il fait référence dans son Traité du monde et de la lumière (1632),. Ces automates n'étaient toutefois pas les seuls que Descartes aurait pu avoir observés. La philosophe Babette Babich estime que le fait que la plupart des biographes de Descartes considèrent son automate androïde comme une fable « fait signe vers notre incapacité actuelle à imaginer même la sophistication des automates mécaniques et la passion qu'ils ont suscitée au XVIIe siècle et auparavant ». Comme le rappelle Jessica Riskin, 

« au début des années 1630, à l'époque où Descartes soutenait que les animaux et les humains, à l'exception de la capacité de raison de ces derniers, étaient des automates, les villes et villages d'Europe bourdonnaient littéralement de vitalité mécanique et des images mécaniques de créatures vivantes pouvaient être trouvées presque partout, et ce depuis plusieurs siècles. Descartes et d'autres mécanistes du XVIIe siècle pouvaient donc se référer à une pléthore de machines imitant l'homme ou l'animal. Ces machines se rangeaient dans deux catégories : les grands dispositifs, que l'on pouvait trouver dans les églises et les cathédrales et les divertissements automatiques hydrauliques, présents dans des palais ou de riches demeures. »

### Sources de la fable

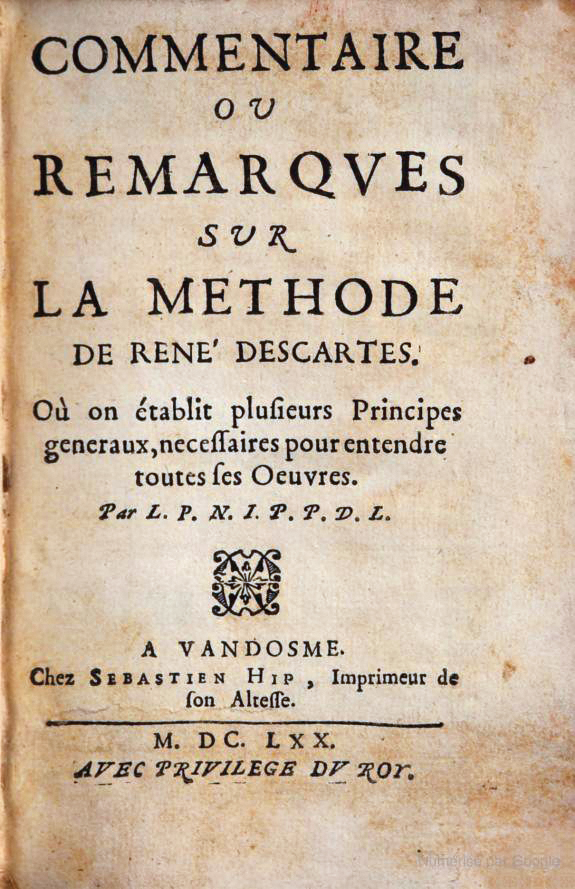
Page de titre des Commentaire ou remarques sur la méthode de René Descartes du père Poisson (1670).

Le père Poisson attribue à Descartes la conception de plusieurs automates : 

« Voulant vérifier par expérience ce qu'il pensait de l'âme des bêtes, il avait inventé une petite machine qui représentait un homme dansant sur la corde, et par cent petites adresses imitait assez naturellement les tours que font ceux qui voltigent en l'air. Il donne aussi l'invention de faire une colombe qui vole en l'air. Mais la plus ingénieuse de ces machines est une perdrix artificielle qu'un épagneul fait lever. Je ne sais s'il a fait mettre en œuvre le dessein que j'en ai vu, mais la description qu'il fait de ce petit automate ne paraît pas quelque chose de si difficile qu'il ne l'ait pu, s'il en a voulu faire la dépense ou s'en donner la peine,. »

Mais l'attribution à Descartes de la fabrication de ces automates est douteuse. Plusieurs spécialistes de Descartes la rapprochent d'un passage des Cogitationes privatæ pour estimer qu'il s'agit soit de conjectures tirées de l'observation de jouets,, soit d'une reprise d'exemples d'automates donnés par Cornelius Agrippa dans sa Philosophie occulte, en particulier la colombe d'Archytas,,,,.

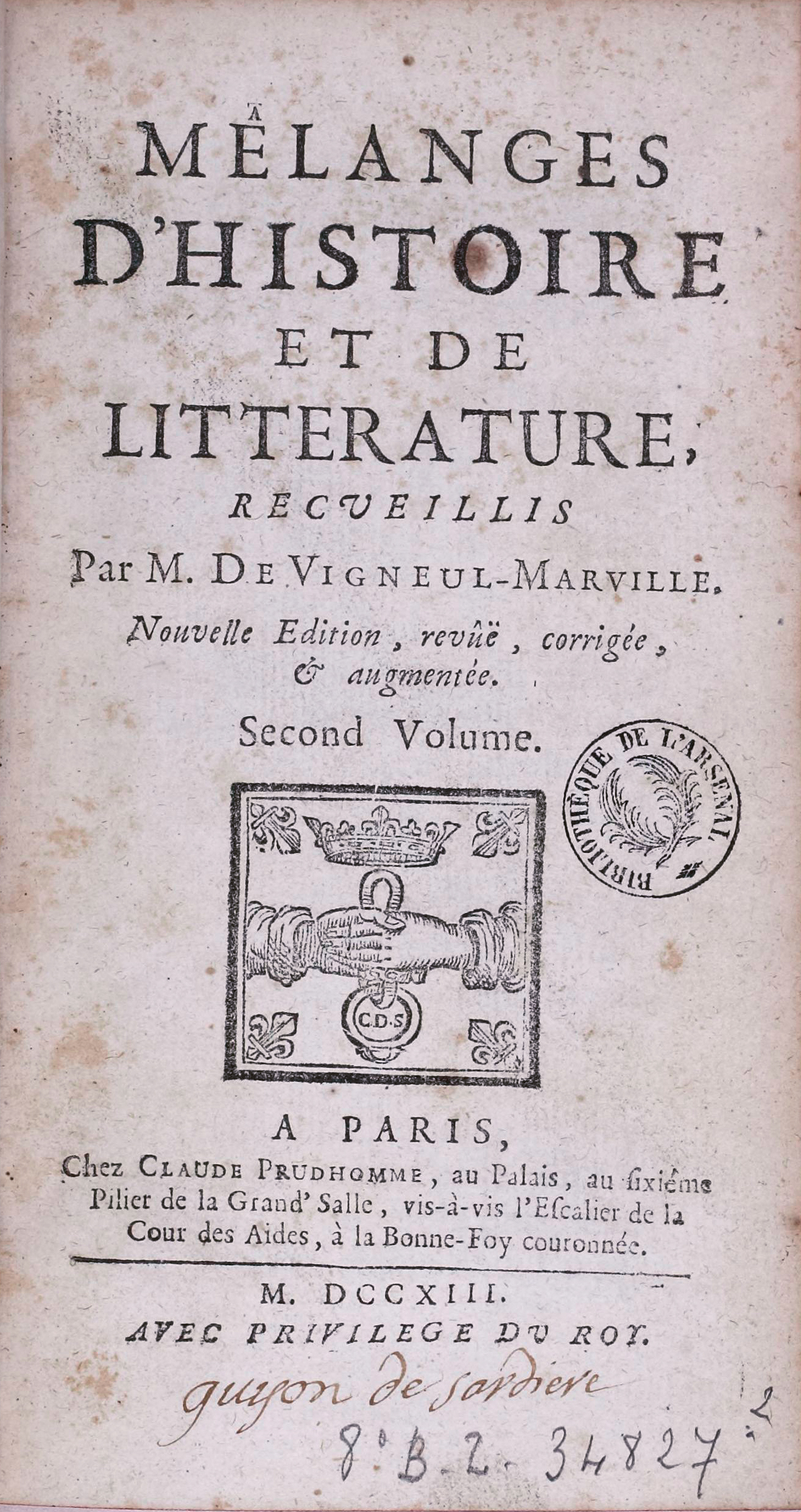
Page de titre du 2e tome des Mélanges d'histoire et de littérature, publiés par Bonaventure d'Argonne sous le pseudonyme de Vigneul-Marville.

Le premier récit qui associe le thème de l’automate à Francine est publié vers 1699 par un proche, de Clerselier et de Jacques Rohault, Bonaventure d'Argonne. Chez ce dernier, l'anecdote est attribuée à un « cartésien fort zélé », ce qui semble indiquer une distanciation de l'auteur et elle a pour fonction de protéger la réputation de Descartes, en déniant à sa fille naturelle l’existence attribuée à la machine. Ce cartésien zélé aurait affirmé que l'existence de Francine était « un conte fait à plaisir » par les ennemis du philosophe 

« à l'occasion d'une machine automate qu'il avait faite avec beaucoup d'industrie, pour prouver démonstrativement que les bêtes n'ont point d'âme […]. Ce cartésien ajoutait que M. Descartes, ayant mis cette machine sur un vaisseau, le capitaine eut la curiosité d'ouvrir la caisse dans laquelle elle était enfermée ; et que surpris des mouvements qu'il remarqua dans cette machine qui se remuait comme si elle eût été animée, il la jeta dans la mer, croyant que ce fût un diable. »

Charles Ancillon qualifie cette anecdote de « curiosité » dont « il serait à souhaiter qu'on donnât de bonnes preuves » ; Nicolas Lenglet Du Fresnoy la rapporte en l'attribuant à un « célèbre cartésien », puis en commentant qu'il ne saurait décider si elle est « fable ou réalité », mais qu'il peut « assurer néanmoins que M. Descartes n'était pas moins capable de faire une machine animée qu'un simple automate » ; Jacques-André Émery, suivi par Jacques-Paul Migne, observe que ce « zèle » témoigne de la peine qu'avaient les disciples de Descartes à convenir de la « faute de leur maître », ; mais Louis-Gabriel Michaud, dans sa Biographie universelle, estime que c'est plutôt cette anecdote qui a l'air d'être un « conte fait à plaisir ».

### Descartes et les automates

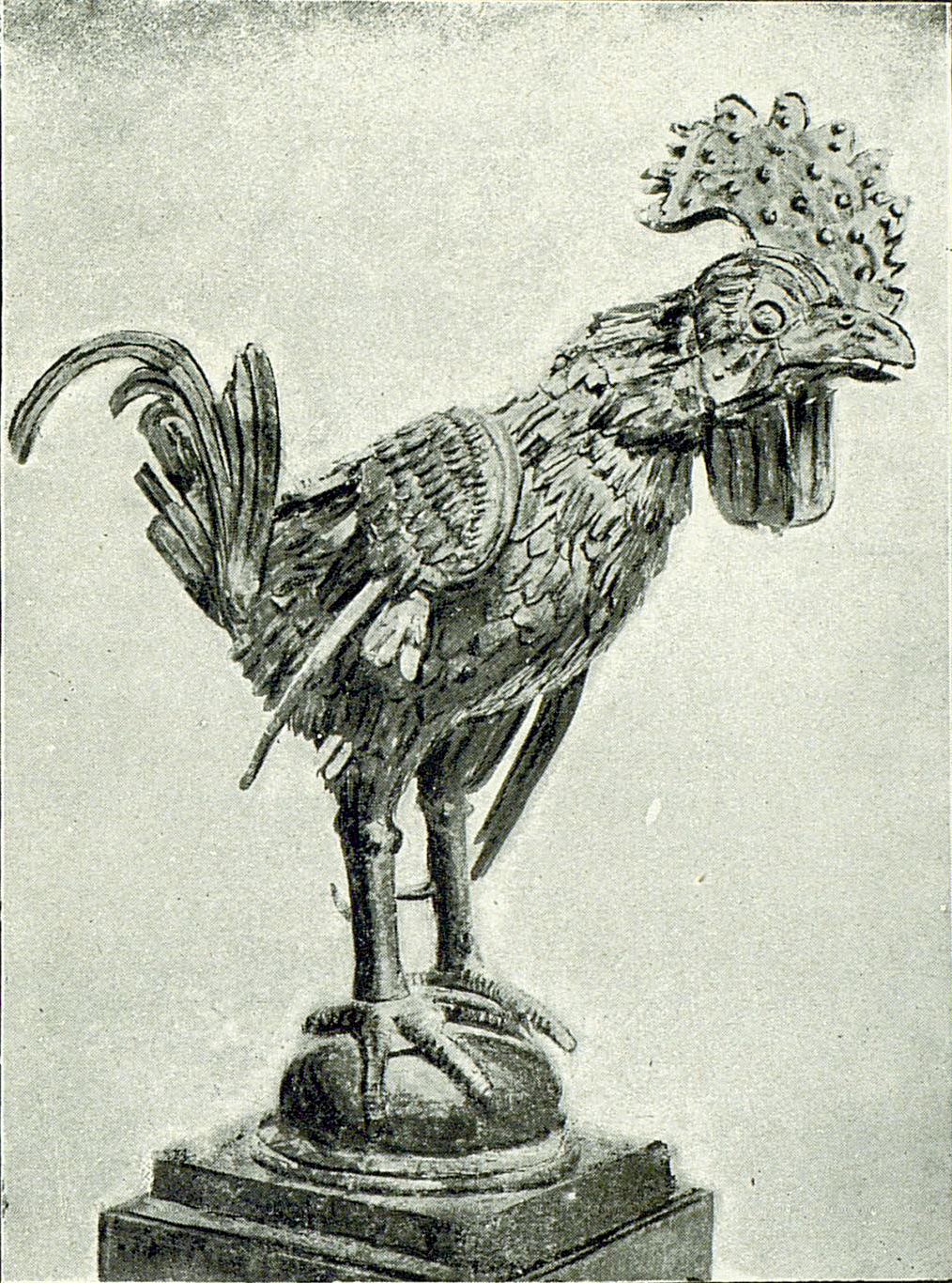
Ce coq automate, qui bat des ailes, ouvre le bec et tire la langue, est la plus grande curiosité de l'horloge astronomique de Strasbourg, considérée au XVIIe siècle comme l'objet technologique le plus complexe et le plus avancé en Europe,.

Le père Poisson et Bonaventure d'Argonne convergent pour estimer que la construction d'automates, en particulier pour le second celui de Francine, aurait été, pour Descartes, un moyen de « prouver démonstrativement que les bêtes n'ont point d'âme ». Or, Descartes estime au contraire qu'une telle preuve est impossible : 

« Quoique je tienne pour démontré qu'on ne peut prouver qu'il y a une pensée chez les bêtes, je ne crois pas cependant que l'on puisse démontrer qu'il n'y en a pas parce que l'esprit humain ne pénètre pas leur cœur. »

 Selon lui, les « divers automates ou machines mouvantes [que] l'industrie des hommes peut faire » et qui sont par exemple « des horloges, des fontaines artificielles, des moulins et autres semblables machines » servent avant tout, dans les textes cartésiens, à démontrer la « concevabilité » de l'animal-machine, sa « possibilité métaphysique », quand bien même il est « physiquement impossible » pour l'industrie humaine de le réaliser, ce qu'illustre l'exemple des oiseaux : 

« On peut bien faire une machine qui se soutienne en l'air comme un oiseau, metaphysice loquendo ; car les oiseaux mêmes, au moins selon moi, sont de telles machines ; mais non pas physice ou moraliter loquendo, pour ce qu'il faudrait des ressorts si subtils et ensemble si forts, qu'ils ne sauraient être fabriqués par des hommes. »

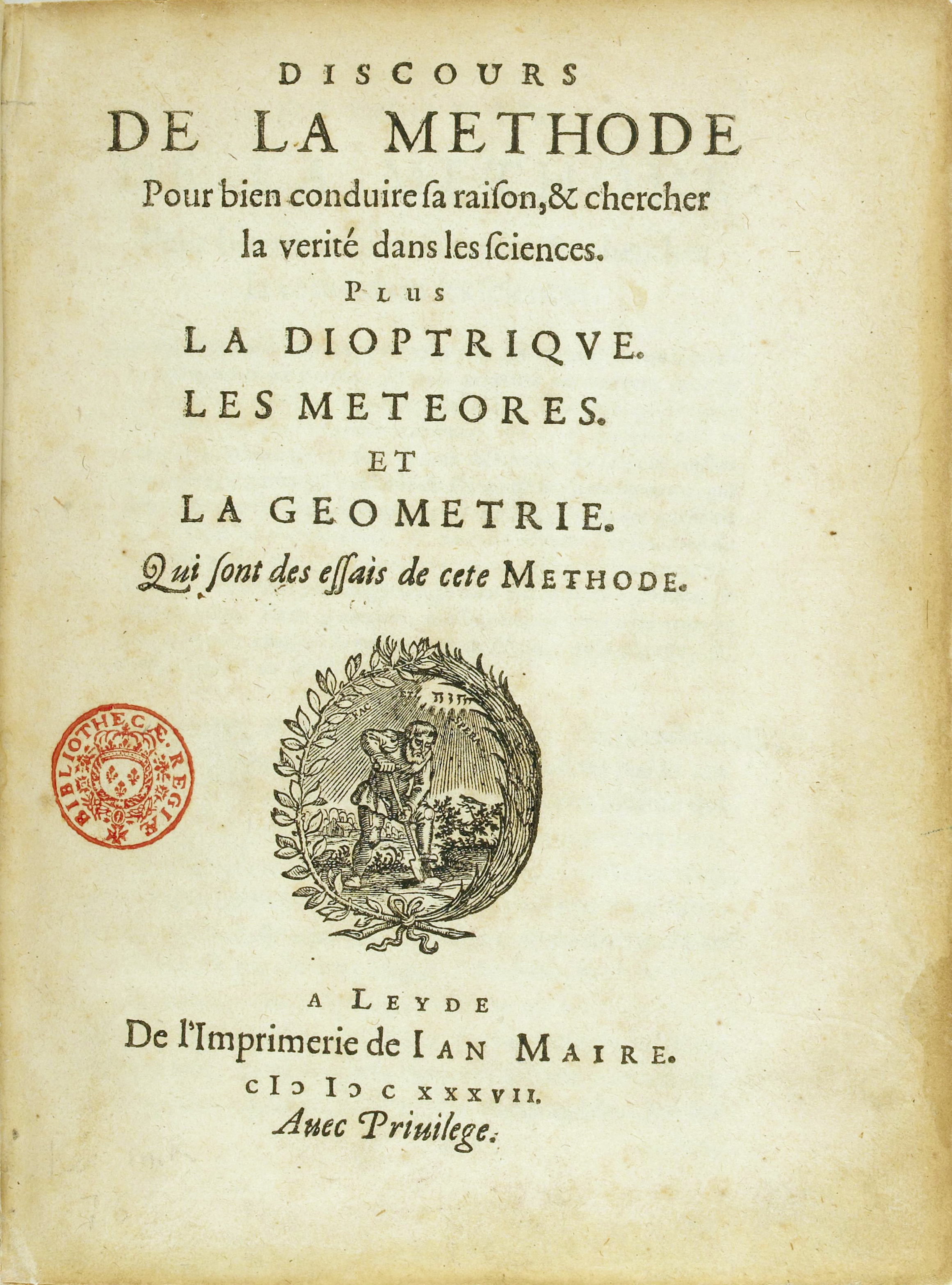
Dans le Discours de la méthode, Descartes prie ses neveux de ne croire jamais que les choses qu'on leur dira viennent de [lui], lorsqu'[il] ne les aur[a] pas [lui]-même divulguées.

Au demeurant, il existe bien chez Descartes une démonstration « expérimentale », au sens d'une expérience de pensée, d'une « inspection de l'esprit », comme celle des Méditations où il considère que les « chapeaux et manteaux » qu'il voit de sa fenêtre ne sont pas seulement « des hommes feints qui ne se remuent que par ressorts »,, grâce à laquelle il établit la distinction ontologique entre les hommes et les animaux. Cette expérience recourt effectivement aux automates, mais sans besoin d'une construction humaine et en rejetant même a priori la possibilité qu'un automate puisse simuler à la perfection un humain. Elle s'articule autour de deux questions :
- À quel signe sensible peut-on reconnaître une machine d'un être pensant ?
- Ces signes permettent-ils aussi de distinguer une bête d'un être pensant[240] ?

Descartes analyse ces deux questions dans le Discours de la méthode : 

« S'il y avait de telles machines qui eussent les organes et la figure d'un singe […] nous n'aurions aucun moyen pour reconnaître qu'elles ne seraient pas en tout de même nature que ces animaux ; au lieu que, s'il y en avait qui eussent la ressemblance de nos corps et imitassent autant nos actions que moralement il serait possible, nous aurions toujours deux moyens possibles pour reconnaître qu'elles ne seraient pas pour autant de vrais hommes. Dont le premier est que jamais elles ne pourraient user de paroles, ni d'autres signes en les composant […]. Car on peut bien concevoir qu'une machine soit tellement faite qu'elle profère des paroles […] mais non pas qu'elle les arrange diversement […] ainsi que les hommes les plus hébétés peuvent le faire. Et le second est que, bien qu'elles fissent plusieurs choses aussi bien, ou peut-être mieux qu'aucun de nous, elles manqueraient infailliblement en quelques autres, par lesquelles on découvrirait qu'elles n'agiraient pas par connaissance, mais seulement par la disposition de leurs organes. »

### Évolution de la fable

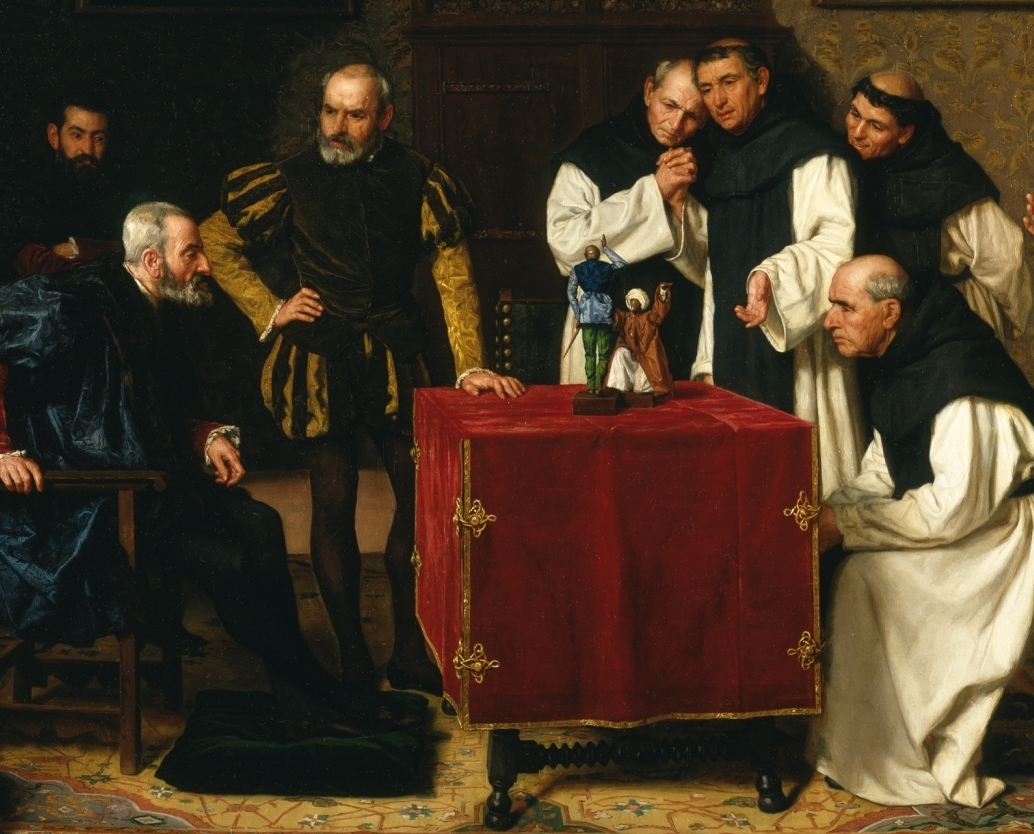
Philippe II et Juanelo Turriano devant des automates à la fin du XVIe siècle, détail d'un tableau de Miguel Jadraque.

L'histoire est introduite dans la littérature anglo-saxonne à la fin du XVIIIe siècle par Isaac D'Israeli, qui dans son traité des Curiosités littéraires (Curiosities of Literature) ajoute quelques détails de son invention : le matériau de l'automate est du bois, son pays de fabrication, la Hollande, le capitaine du bateau est lui aussi hollandais et c'est le bruit produit par l'automate qui attire ce dernier

Dans La Rôtisserie de la reine Pédauque, Anatole France fait de l'automate de Descartes une salamandre, précisant que les salamandres sont « infiniment aimables et belles » et qu'elles « se donnent volontiers aux philosophes » : 

« Les uns disaient que c'était une fille naturelle, qu'il menait partout avec lui ; les autres pensaient que c'était un automate qu'il avait fabriqué avec un art inimitable. En réalité c'était une Salamandre que cet habile homme avait prise pour sa bonne amie. Il ne s'en séparait jamais. Pendant une traversée qu'il fit dans les mers de Hollande, il la prit à bord, renfermée dans une boite faite d'un bois précieux et garnie de satin à l'intérieur. La forme de cette boîte et les précautions avec lesquelles monsieur Descartes la gardait attirèrent l'attention du capitaine qui, pendant le sommeil du philosophe, souleva le couvercle et découvrit la Salamandre. Cet homme ignorant et grossier s'imagina qu'une si merveilleuse créature était 
l'œuvre du diable. D'épouvante, il la jeta à la mer. Mais vous pensez bien que cette belle 
personne ne s'y noya pas, et qu'il lui fut aisé de rejoindre son bon ami monsieur Descartes. 
Elle lui demeura fidèle tant qu'il vécut et quitta cette terre à sa mort pour n'y plus revenir. »

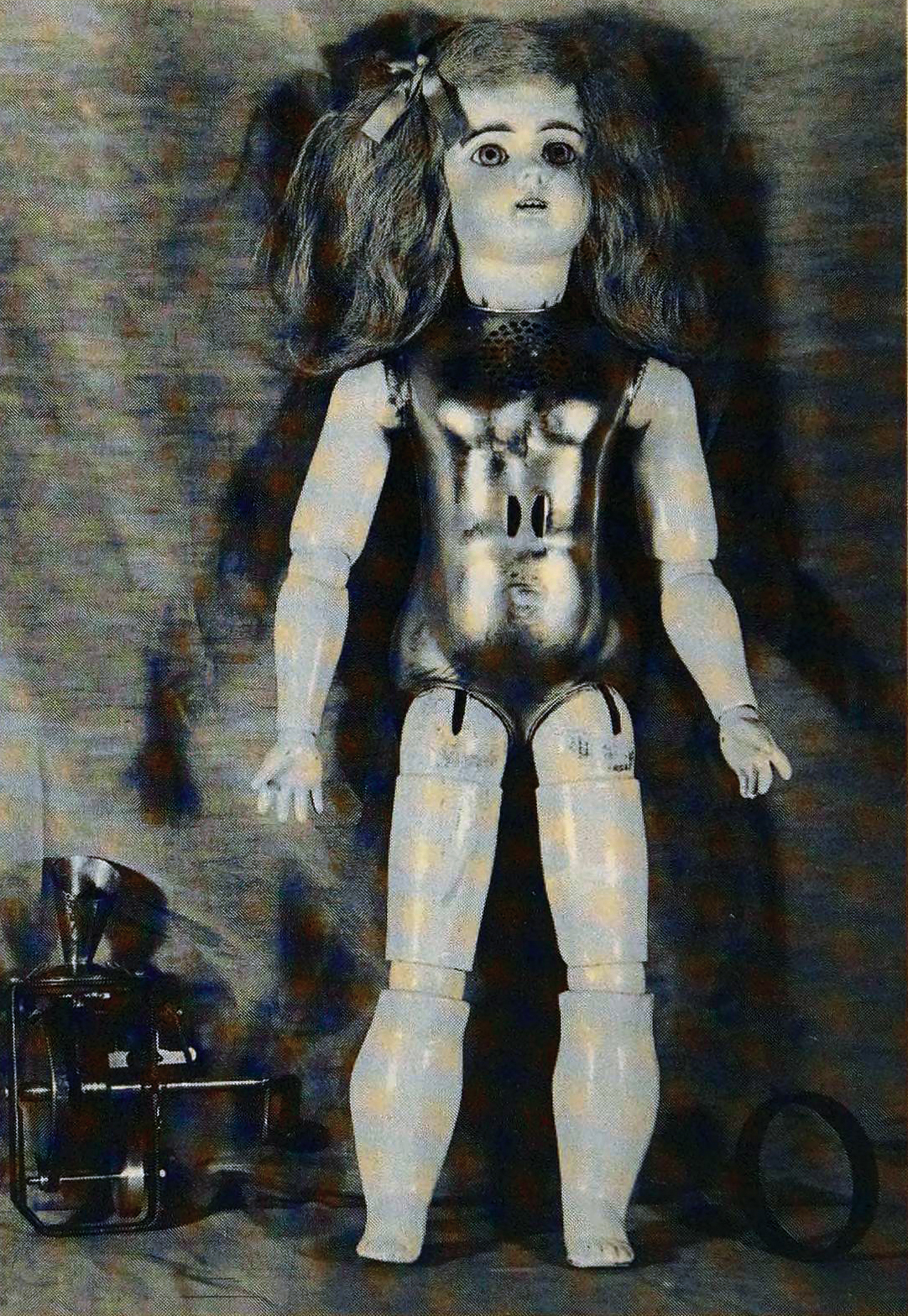
La poupée parlante de Thomas Edison en 1890. Dans un article de 1935, Louis d'Elmont avance que la fille Francine était une poupée parlante de métal doué[e] du mouvement et qui, paraît-il, prononçait quelques mots,.

Plusieurs auteurs estiment en outre que L'Ève future de Villiers de l'Isle-Adam, où Hadaly, l'andréïde créée par l'ingénieur-magicien Edison pour Lord Ewald à l'effigie de l'actrice Emma-Alicia Clary, finit par sombrer dans l'Atlantique, s'inspire de l'histoire de Francine,.
Après la ré-élaboration de l'histoire par Anatole France, la plupart des auteurs laissent de côté l'argument initial, la sauvegarde de la réputation compromise par sa fille naturelle, et mettent en avant l'idée d'une supercherie délibérée de Descartes, appelant son automate Francine et prétendant qu'il s'agit de sa fille.
Gaston Leroux reprend ainsi l'histoire dans La Machine à assassiner, en ajoutant que c'est Descartes lui-même qui appelle l'automate « sa fille Francine » : 

« Descartes avait construit un automate auquel il avait donné la figure d'une jeune fille et qu'il appelait sa fille Francine. Dans un voyage sur mer, le capitaine eut la curiosité d'ouvrir la caisse dans laquelle Francine était enfermée ; mais, surpris du mouvement de cette machine qui se remuait comme si elle eût été animée, il la jeta par-dessus bord, craignant que ce ne fût un instrument de magie. »

Le nom donné à l'automate par Gaston Leroux sera repris par Jean-Claude Heudin, selon lequel on « raconte que dans son chagrin [Descartes aurait] fait fabriquer un automate à apparence humaine baptisé la fille Francine ».

Le sentiment d'inquiétante étrangeté qui aurait fait jeter à la mer l'androïde Francine est souvent interprété comme ayant été un des premiers à descendre dans la vallée de l'étrange,,,.

Stephen Gaukroger affirme que cette anecdote date au plus tôt du XVIIIe siècle et en donne pour contexte les polémiques autour de la publication de L'Homme Machine de La Mettrie (1747) : bien que, selon lui, les origines de l'histoire soient obscures, elle aurait été diffusée dans la seconde moitié du XVIIIe siècle comme « œuvre de propagande » pour lutter contre les idées matérialistes dont Descartes aurait été considéré comme le précurseur,, mais Minsoo Kang objecte n'avoir trouvé aucune attestation d'un tel usage de propagande anti-matérialiste au XVIIIe siècle. Gaukroger ajoute, s'inspirant d'Anatole France, que l'histoire avait un sous-entendu sexuel, un « thème favori de la propagande », Descartes et sa « poupée » étant « inséparables » et cette dernière étant « indistinguable » de son modèle. Ces connotations sexuelles sont également évoquées par Peter Harrison, qui juge qu'il est impossible de savoir si l'histoire de l'automate a une « base factuelle ». Selon une variante proposée par Daniel Dinello, l'automate Francine était une servante et le capitaine du bateau l'aurait prise pour une « poupée sexuelle démoniaque ». Anthony Ferguson considère aussi Francine comme une sorte de poupée sexuelle et Karl Shaw ajoute qu'elle est faite « de métal et de cuir ». Ce point de vue est développé au Japon par l'essayiste Tatsuhiko Shibusawa dans un article de 1966 intitulé « L’Amour de la poupée ou Le Complexe de Descartes »,,.
Gaby Wood avance que l'automate aurait été jeté à la mer alors que le philosophe se rendait en Suède à l'invitation de la reine Christine en 1649, « non pas en raison de ses caractéristiques intrinsèques, mais plutôt de l'étrange affection que Descartes lui portait », tout en estimant qu'il est « difficile de certifier la véracité de cette histoire » : selon elle, 

« les évènements survenus sur ce bateau sembl[e]nt composer une fable un peu trop parfaite : la science vaincue par la bigoterie, les pouvoirs effrayants de la machine, le philosophe rationnel développant vis-à-vis du produit de son intelligence une relation quasi superstitieuse, au point de lui donner un nom et de le présenter comme son enfant. »

 Considérant que les intentions de Descartes sont « impossibles à établir avec certitude », elle suggère de lire l'histoire « à travers le prisme de son interprétation ultérieure », comme exprimant un « profond désarroi culturel » et un « doute sur la catégorisation du vivant », c'est-à-dire la « frontière » entre l'enfant et la poupée, l'animé et l'inanimé, la vie et la mort.
Kara Reilly et Jason Wallin reprennent la datation de Gaby Wood, ce dernier en ajoutant que le capitaine du bateau suspectait Descartes d'être un voleur d'enfant, que l'automate pouvait se mouvoir et produire des sons et que la « seconde mort symbolique » de Francine durant la traversée vers la Suède marque le début d'un déclin ayant conduit à la mort du philosophe, six mois plus tard,. Nicholas Humphrey développe le thème du son en évoquant une bagarre entre l'automate, grognant, et le capitaine du bateau, et reprend la précision donnée par Anatole France que la boîte de l'automate était garnie de satin. Oliver Grau précise que l'automate faisait des culbutes sur une corde.
En revanche, Derek Price affirme plus nettement qu'il s'agit d'une fable, tout en ajoutant, de son cru, que l'automate figurait une « belle blonde », et Minsoo Kang considère l'histoire comme une fable, soulignant son développement à compter de la fin du XXe siècle et y voyant l'indice de la tentation de faire de Descartes un « théoricien d'une proto-cybernétique par anachronisme ».